# Національний природний парк «Олешківські піски»
Оле́шківські Піски́ — національний природний парк в Україні, розташований на території Херсонської області, в Каховському, Олешківському і Голопристанському районах.
Створено Парк на двох нижньодніпровських аренах: Козачелагерській та Чалбаській, загальною площею 11671,06 га земель державної власності, з них без права вилучення у землекористувачів 2798,06 га земель, 5222,30 га вилучаються в установленому порядку та 3650,7 га надано в постійне користування (2019 р.)

## Історія
|                                                           |  |  |
| Ювілейна монета НБУ присвячена Олешківським піскам (2015) |  |  |

На засіданні Українського комітету охорони пам'яток природи 1 лютого 1928 року була обрана комісія для підготовки доповідної записки про утворення «Піскового заповідника Дніпрового низу» у складі професорів Г. Висоцького, Є. Лавренка, Махова та Рудницького. Початково професор Махов пропонував включити у заповідник 1000 га Солоно-Озерної дачі, 1000 га Іванівської арени і 4000 га урочища «Буркути». Проте загальна площа запроєктованого заповідника в записці УКОПП вже мала близько 11000 га: 4500 га Івано-Рибальчанської ділянки та 6500 га урочища «Буркути» (виключаючи Солоно-Озерну ділянку що вже на той час входила до Надморських заповідників). Особливу тривогу УКОПП викликала загроза втрати урочища «Буркути» (в листах НКО щодо збереження цього урочища прослідковується буквально приказний тон). У записці йшлось про те, що «піскові степові (цілинні) простори досить рідкі в Україні, між тим тільки на них можна вивчити й розв'язати низку питань ґрунтово-рослинної динаміки — як процеси природного задержання пісків, зв'язок водного режиму й рослинного покриву та инш.», «Нема сумніву отже, що заповідники спричиняться не лише для збереження первісної природи, але одночасно стануть і необхідним територіяльним фондом для дальшої дослідчої роботи».
19 липня 1928 року Постановою РНК УРСР оголошені «Піскові заповідники у пониззі Дніпра» (15 000 га), до складу яких увійшли Івано-Рибальчанська дача, Солоноозерна Дача, Волижин ліс (все це тепер — частини Чорноморського заповідника), а також урочище «Буркути» (6000). Втім склад «заповідників» також трактувався сучасниками досить вільно. На карті степових заповідників, опублікованій Є. Лавренком 1928 року, відмічені «існуючі степові державні заповідники»: Іванівська арена, Буркути. Таким чином, Піскові «заповідники» включили урочище «Буркути», що стало першим законодавчо врегульованим актом заповідання частини сучасного НПП «Олешківські піски».
На рівні НКЗС було прийнято рішення, що дешевше і простіше влити новостворені природоохоронні території у склад вже існуючих організаційно Надморських заповідників. Орієнтовно 1930 року «заповідниками» (імовірно — одночасно і Надморськими і Пісковими) певний час керував Б. Фортунатов (який і до того займався «заповідниками» як працівник Асканії Нова), а заступником директора «заповідників» став О. Шуммер. Наприкінці 1931 або в початку 1932 року «заповідники» або включили до складу так званого Степового інституту-заповідника «Чаплі» («Асканія-Нова»), або підпорядкували йому. З 1 січня 1933 року від «Асканії-Нова» були відокремлені дві частини, які стали самостійними установами: Чорноморським та Азово-Сивашським державними заповідниками. Урочище «Буркути» залишалося в складі «Асканії-Нова» аж до 1957 року, коли було передано Херсонському обласному управлінню лісового господарства. Після того і до створення національного парку «Олешківські піски», «Буркути» не мали охоронного статусу.
Національний природний парк «Олешківські піски» створений відповідно до Указу Президента України від 23 лютого 2010 року № 221, що стало великою перемогою екологів та науковців України. Враховуючи його унікальність, це неоціненний внесок у справу охорони природи, подарунок не лише Херсонщині, а й всій Україні та навіть планеті. Парк займає територію двох історично цінних нижньодніпровських арен: Козачелагерської та Чалбаської, які, як і п'ять інших: (Каховська, Олешківська, Збур'ївська, Іванівська, Кінбурнська коса) сформувалися внаслідок неодноразових інтенсивних природних процесів, що почалися з часів льодовикової доби. Назва Національного природного парку є ідентичною назві піщаного масиву — Олешківські піски. Цей географічний термін походить від назви міста Олешки, яке в свою чергу походить від слова «Олешшя» — назви регіону Київської Русі та однойменного міста, що розташовувалися в низов'ях Дніпра. В літературі різних років пісків в пониззі Дніпра називають Алешковськими (більшість дореволюційних джерел), Олешківськими (у роботах радянського часу до 1950-х років), Нижньодніпровськими, а іноді Цюрупинськими. Враховуючи те, що стара назва міста Олешки вимовляється, як «Олешшя» (а не «Алешье»), правильною назвою пісків (або, у всякому разі, більш близьким до географічної назви-першооснови) є «Олешківські піски».

### Російсько-українська війна
За попередніми оцінками Херсонської районної військової адміністрації, станом на січень 2024 року завдана через війну шкода біорізноманіттю парку складає 1,31 мільярд гривень.

## Мета створення та завдання
Парк створено з метою збереження цінних природних територій та історико-культурних об'єктів, що мають важливе природоохоронне, наукове, естетичне, освітнє, рекреаційне та оздоровче значення.

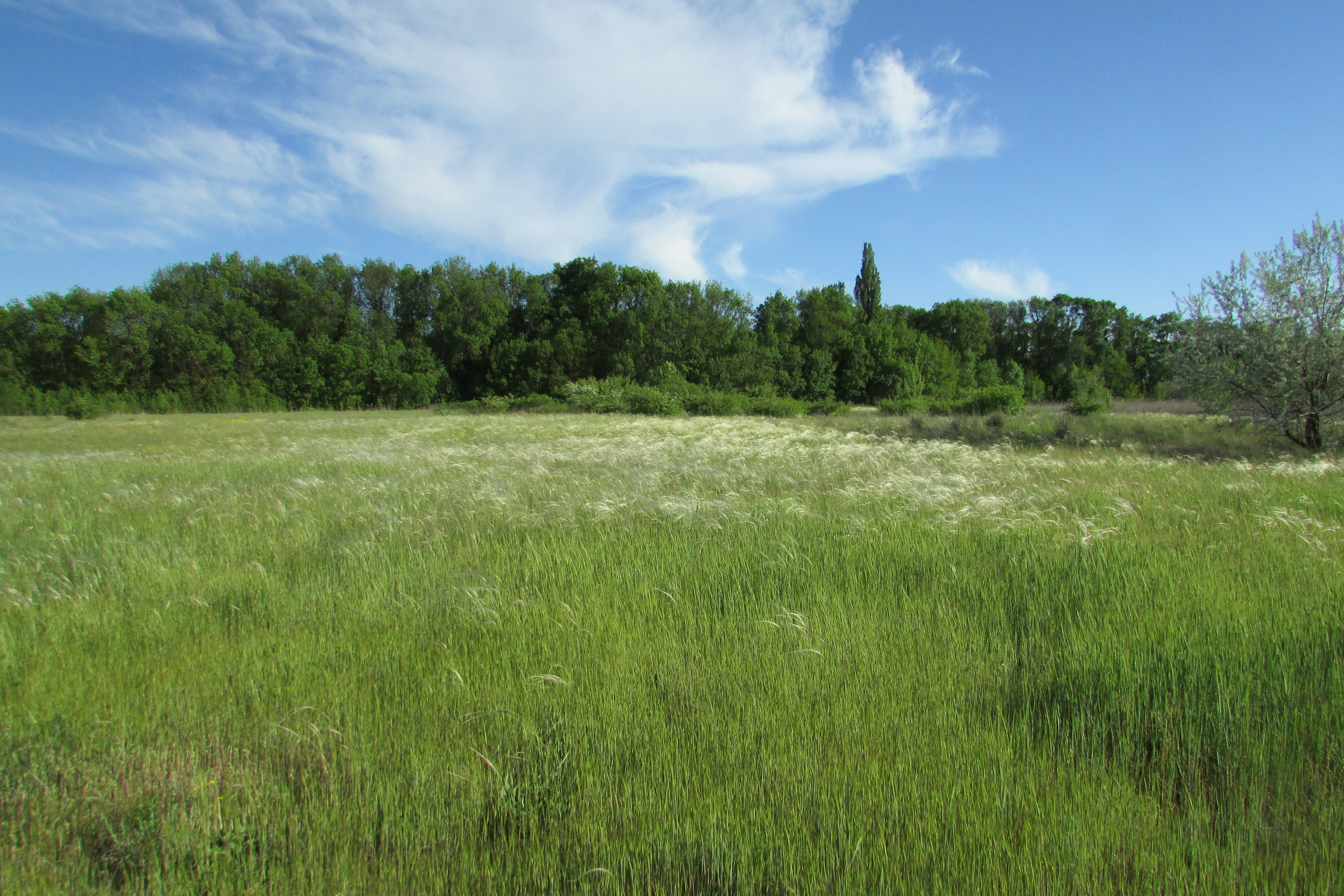
Візитівка степу — ковила (Stipa)

Основними завданнями діяльності Парку є:
- збереження та відтворення цінних природних та історико-культурних комплексів і об'єктів, видів флори і фауни, що занесені до різних природоохоронних списків;
- організація та здійснення науково-дослідних робіт;
- створення умов для організованого туризму, відпочинку та інших видів рекреаційної діяльності в природних умовах з дотриманням режиму охорони заповідних природних комплексів та об'єктів;
- відродження місцевих традицій природокористування, осередків місцевих художніх промислів та інших видів народної творчості тощо;
- проведення екологічної, освітньо-виховної робіт тощо.

## Природні умови

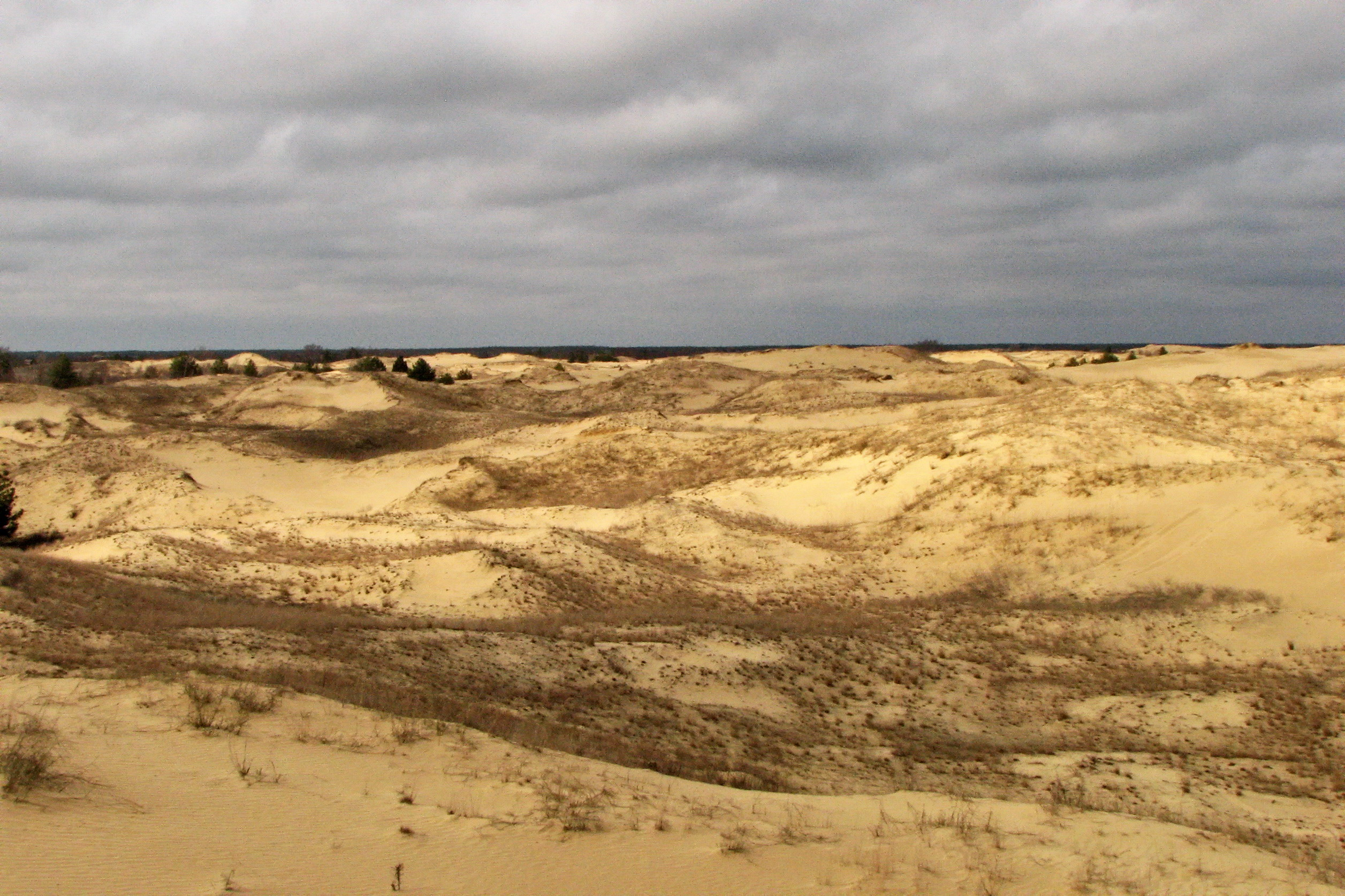
Олешківські піски

Олешківські піски являють собою один з найдивовижніших ландшафтів України. В парку є досить багато особливостей, що відрізняють його від тих територій, які на перший погляд здаються схожими. Незважаючи на те, що Олешківські піски називають пустелею, та за температурним режимом і кількістю опадів їх можна швидше віднести до напівпустель. Влітку пісок нагрівається до 70 °C, і гарячі вертикальні потоки, що йдуть від пісків, розганяють дощові хмари, через те опади тут трапляються рідко. Часто виникають піщані бурі, під час яких не видно ні неба, ні сонця.
І Парк, і піски в цілому характеризуються великим ступенем природного різноманіття, тут представлені різні природні ландшафти — від водойм, до піщаних ділянок пустельного та напівпустельного типів.

### Геологія
У геологічному відношенні територія Парку знаходиться в межах північного схилу Причорноморської западини з глибиною залягання архейсько-протерозойського кристалічного фундаменту від 1200 м на північному кордоні парку до 1500 м у межах Буркутських ділянок. Фактично ця територія є південною частиною давньої докембрійської Східноєвропейської платформи — крайовим її прогином у бік Криму.

### Клімат
Місце розташування Парку відноситься до південно-східної кліматичної області України, яка характеризується переважанням східних і північно-східних вітрів, відносно низькою вологістю повітря, малою хмарністю, незначною кількістю опадів і порівняно великими добовими і річними амплітудами коливання температури повітря. Ці основні ознаки надають клімату території рис посушливості і континентальності.
Загалом територія Парку розташована в континентальній області помірного кліматичного поясу і характеризується помірно-континентальним кліматом з м'якою малосніжною зимою та жарким посушливим літом. Основні риси такого клімату формуються під впливом загальних та місцевих кліматоутворюючих факторів.

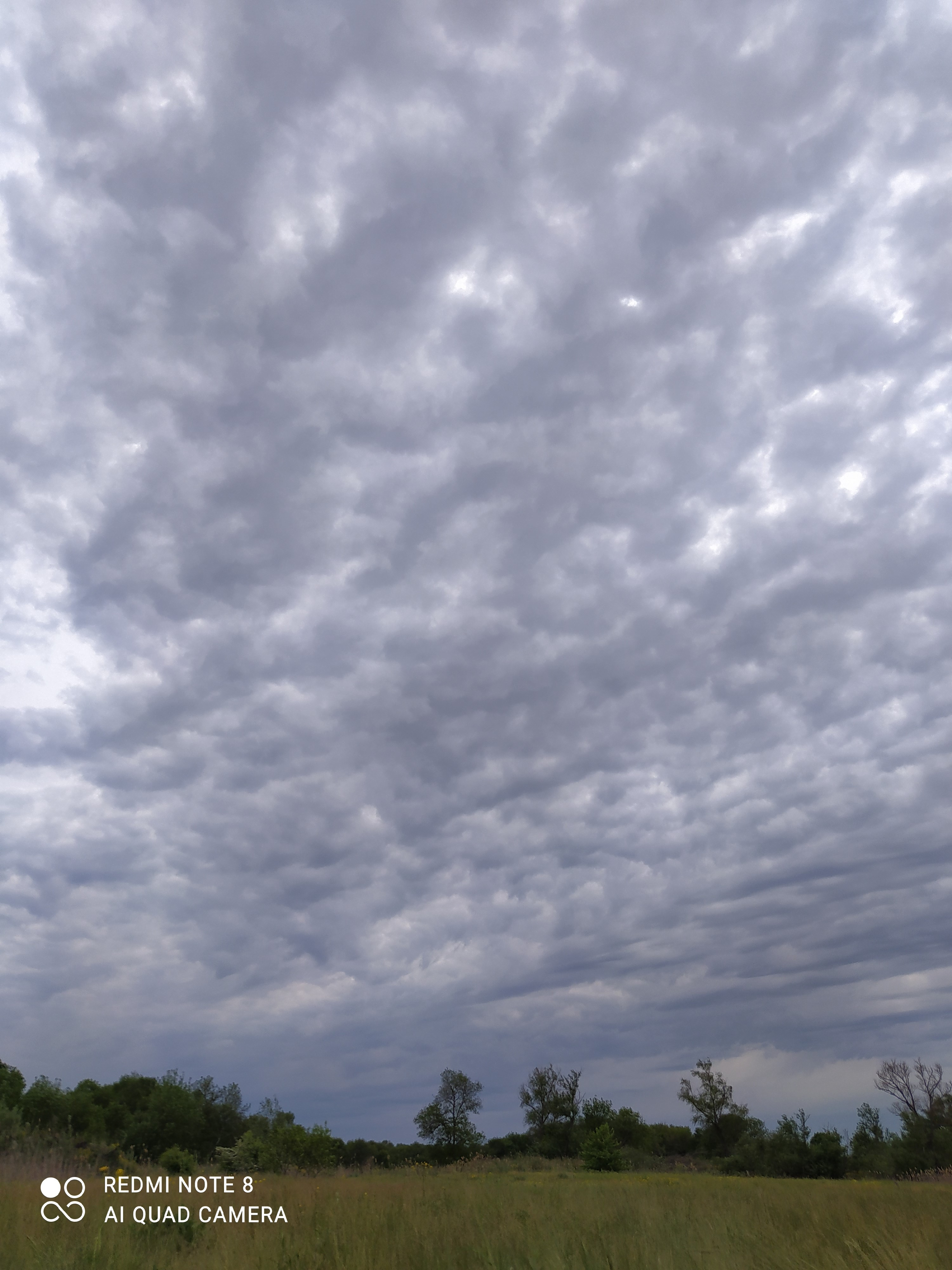
Похмурий день у Буркутах
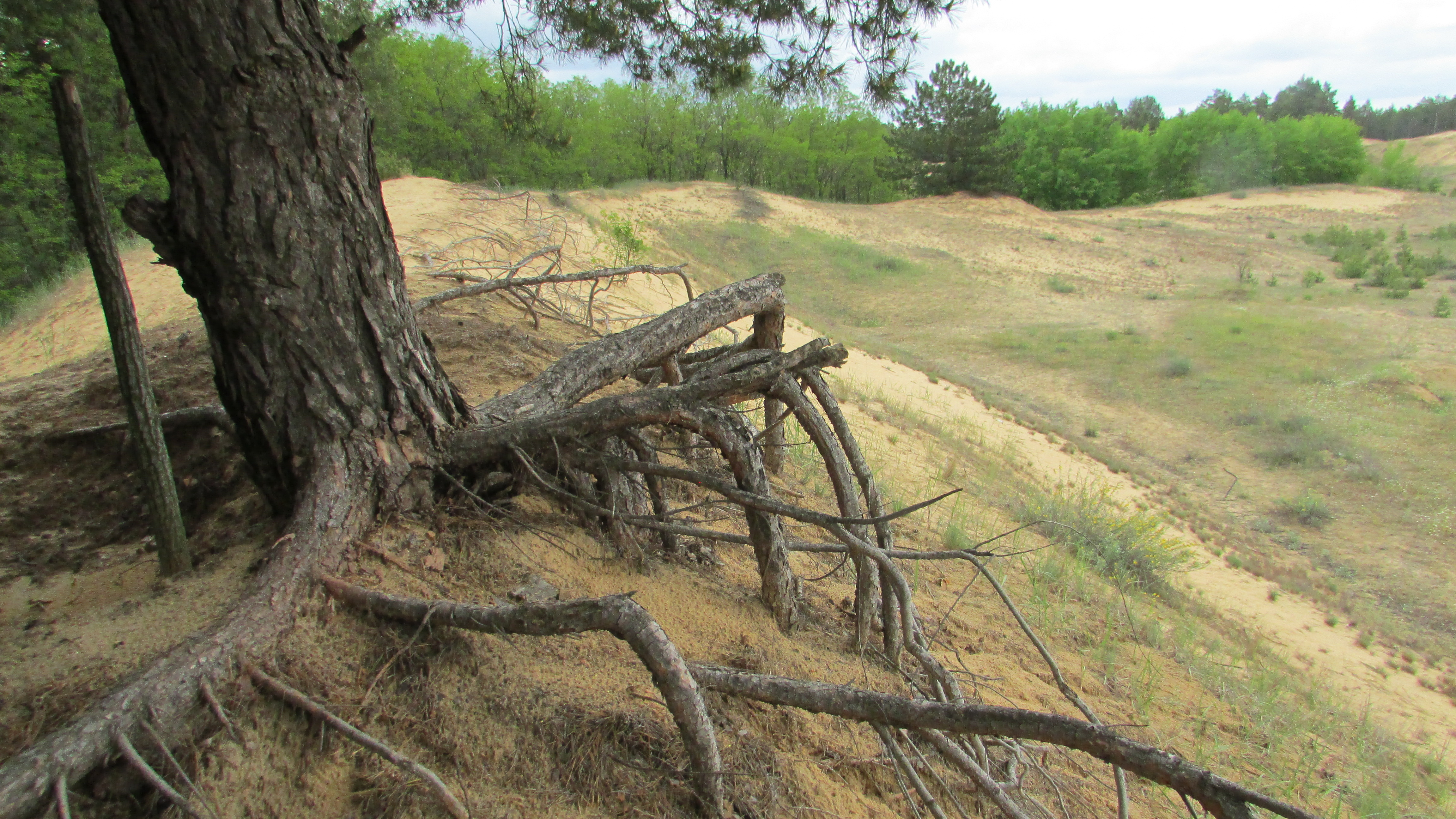
Потужні вітри видувають піщаний ґрунт, оголюючи корені дерев
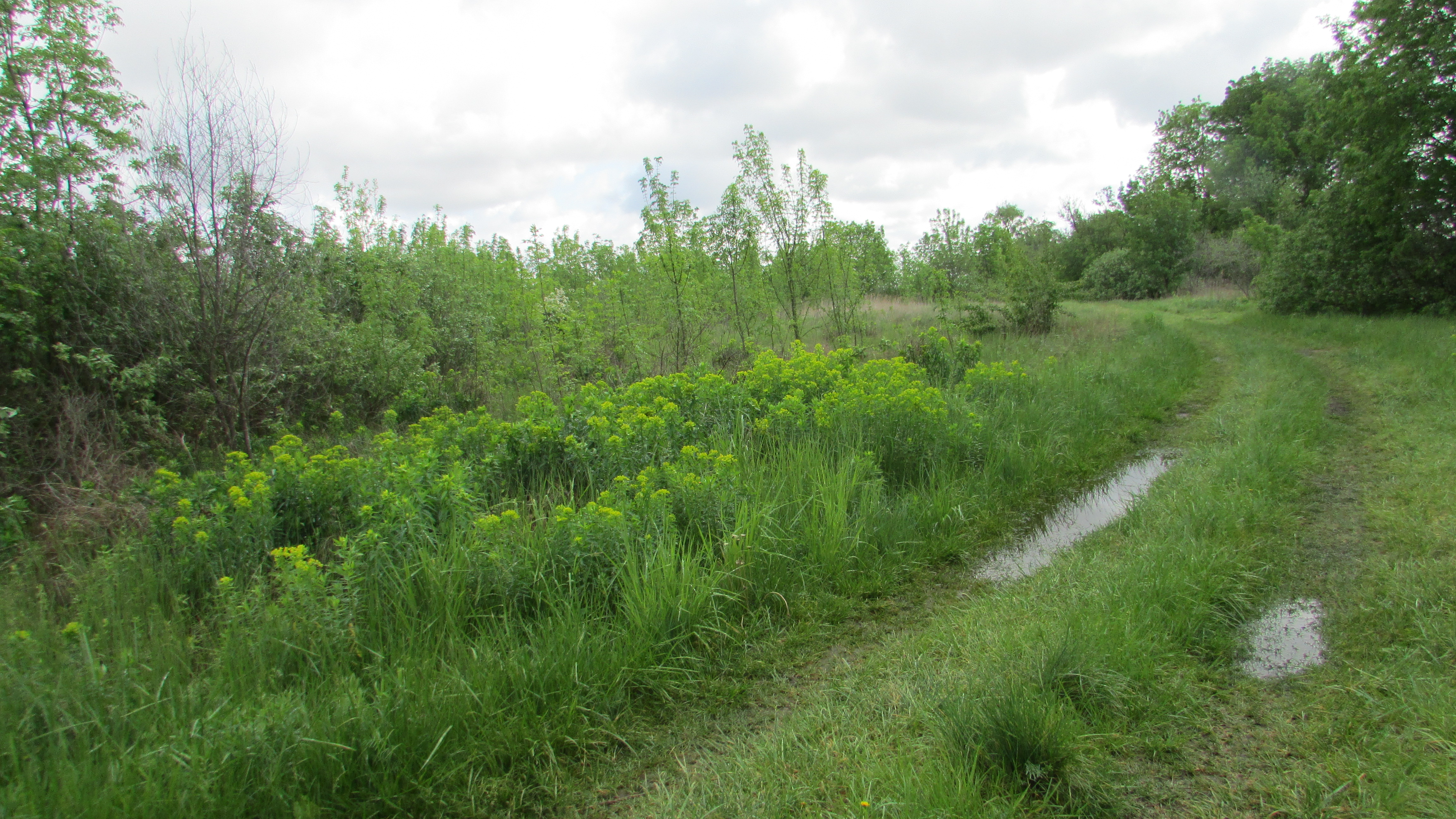
Навесні трапляються рясні дощі. Травень 2021 року, Буркутське відділення
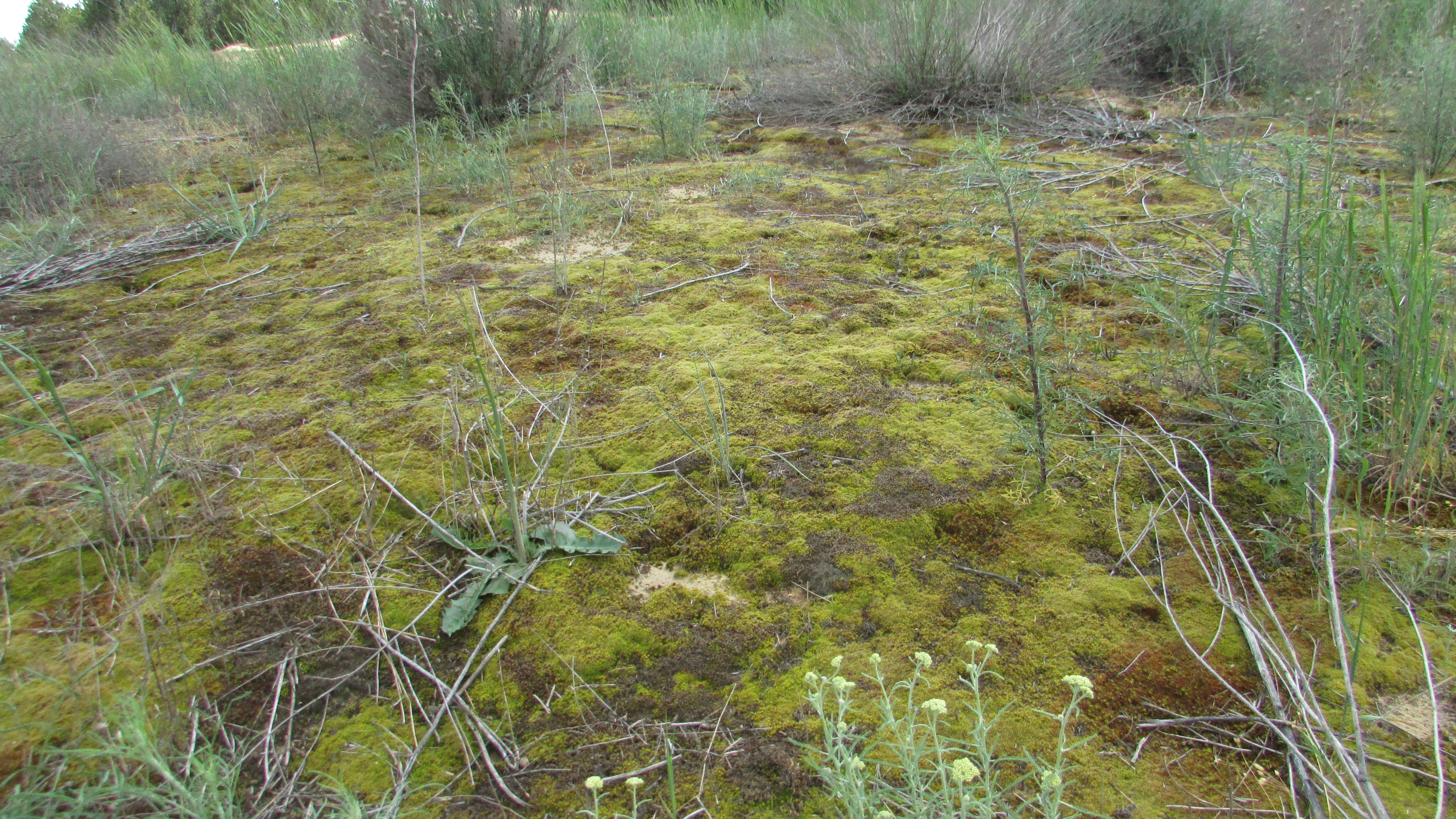
Навіть у пустелі мохи знаходять вологі місця і вкривають піски
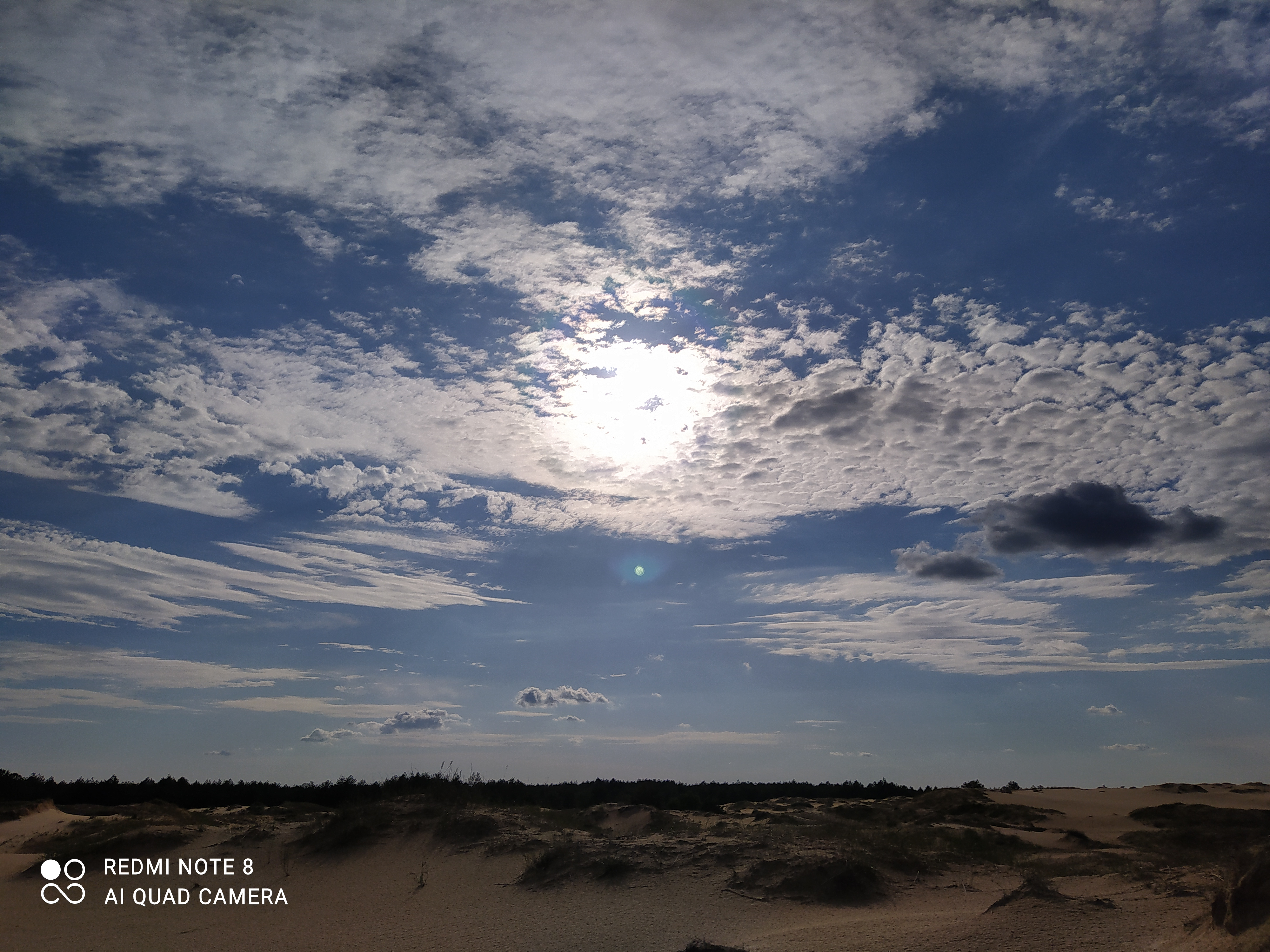
Над пустелею поблизу Раденська сутеніє

### Ґрунти

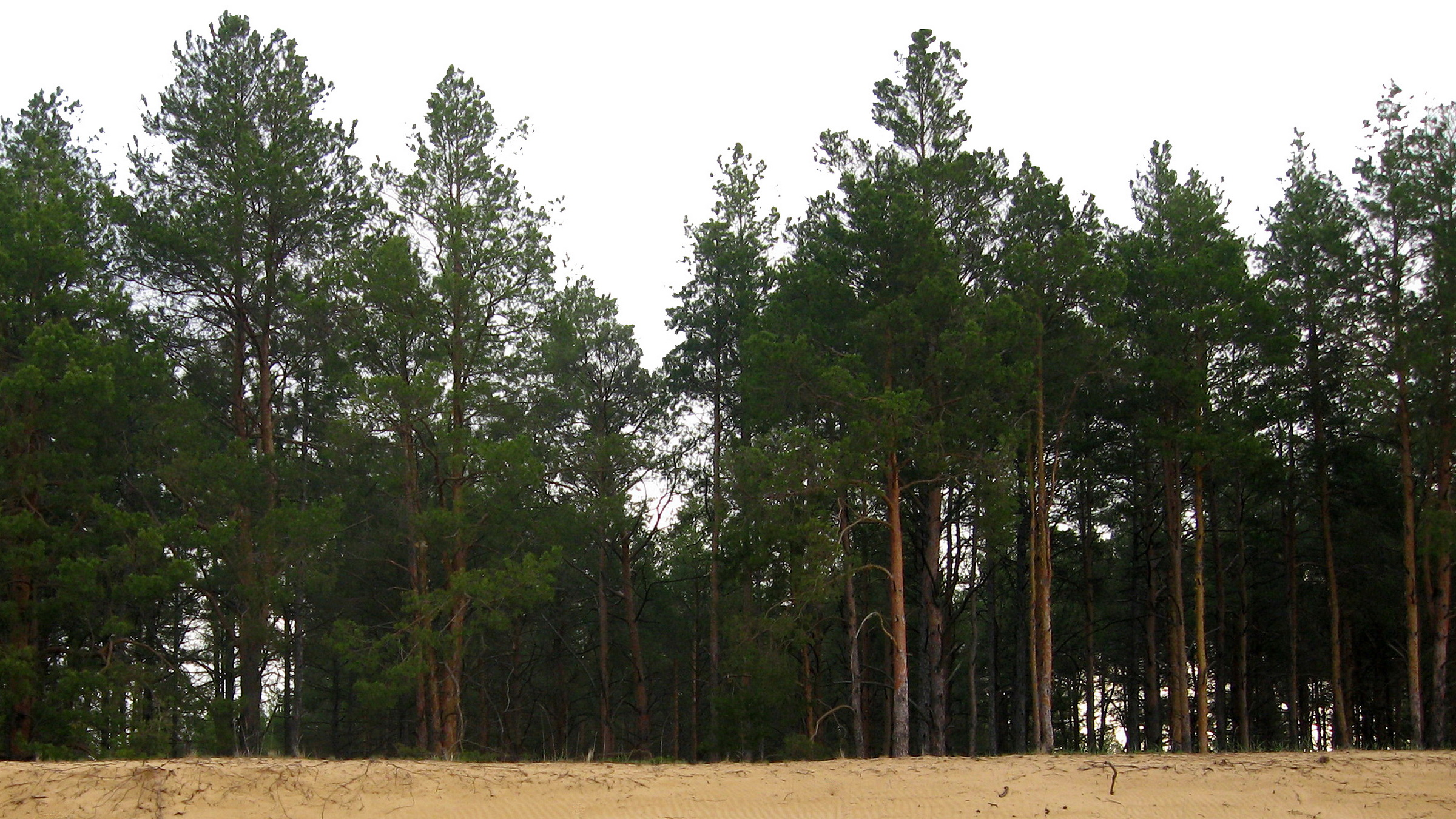
Соснові лісонасадження

Особливості ґрунтотвірних геологічних відкладів у вигляді пісків, високі температури, значна кількість тепла, недостатня кількість опадів, нещільний рослинний покрив сприяли формуванню дерново-піщаних ґрунтів. Загалом вони характеризуються успадкованим піщаним чи глинисто-піщаним гранулометричним складом, відсутністю карбонатів у ґрунтовому профілі, наявністю дрібнозернистих і глинистих прошарків. Більша частина таких ґрунтів не закріплена рослинністю і є негуміфікованою. Усі ґрунти цього типу характеризуються повною відсутністю структури, вкрай нестійким водним режимом, практично повною відсутністю поживних речовин і, як наслідок — надзвичайно низькою родючістю.
З метою закріплення пісків в різні роки на території Олешківських пісків створювались захисні лісонасадження.

## Біорізноманіття

### Рослинність
Флора Парку представлена степовою, лучною, лісовою, водно-болотною, прибережно-водною рослинностями. До деревних рослин належать: береза дніпровська (Betulla borysthenica), тополя тремтяча (осика) (Populus tremula), ясен високий (Fraxinus excelsior), сосна кримська (Pinus pallasiana), сосна звичайна (Pinus sylvestris) тощо. До трав'янистих — куничник наземний (Calamagrostis epigeios), кипець піщаний (Koeleria sabuletorum), жовтозілля дніпровське (Senecio borysthenicus), волошка короткоголова (Centaurea breviceps), маточниця болотна (Ostericum palustre), тонконіг бульбистий (Poa bulbosa), ковила дніпровська (Stipa borysthenica), ковила волосиста (Stipa capillata) тощо, серед яких є, як рідкісні так і зникаючі види. Загалом раритетний елемент флори Парку складає 6% від загальної кількості судинних рослин, яких близько 500 видів — (24 види), з них занесені до Червоної книги України — 12 видів.

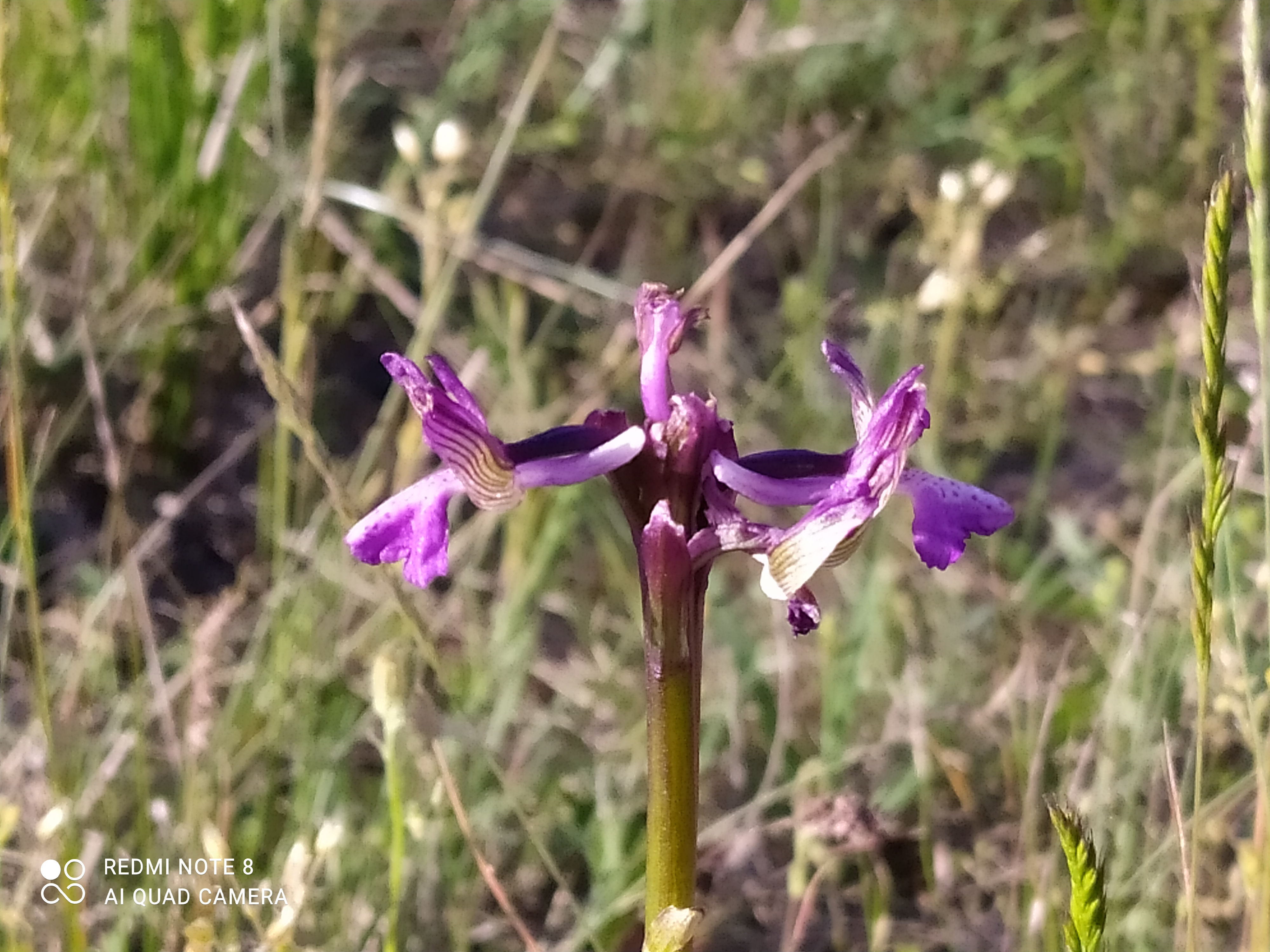
Орхідея плодоріжка (Anacamptis)
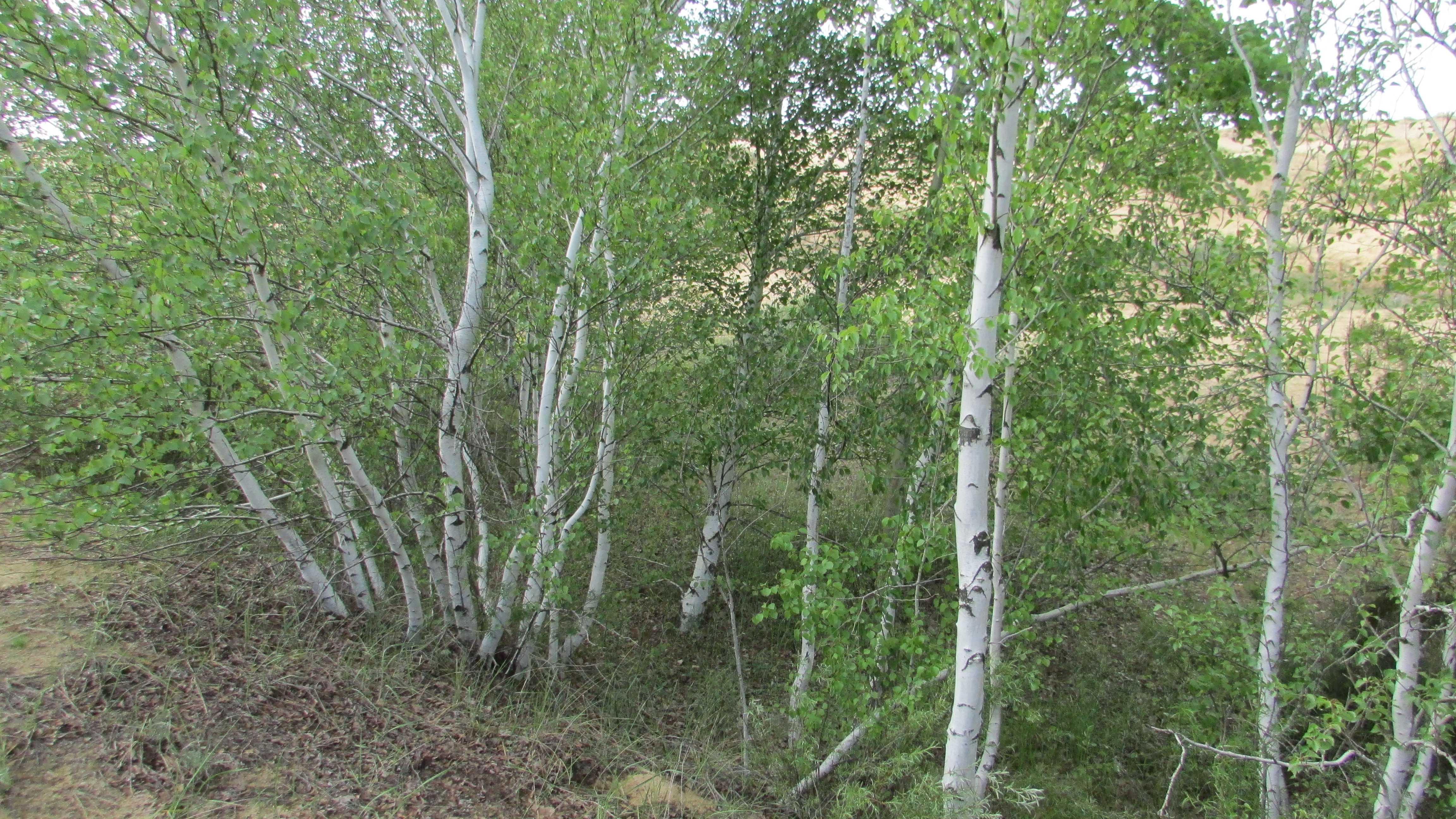
Береза пухнаста (Betula pubescens var. pubescens)
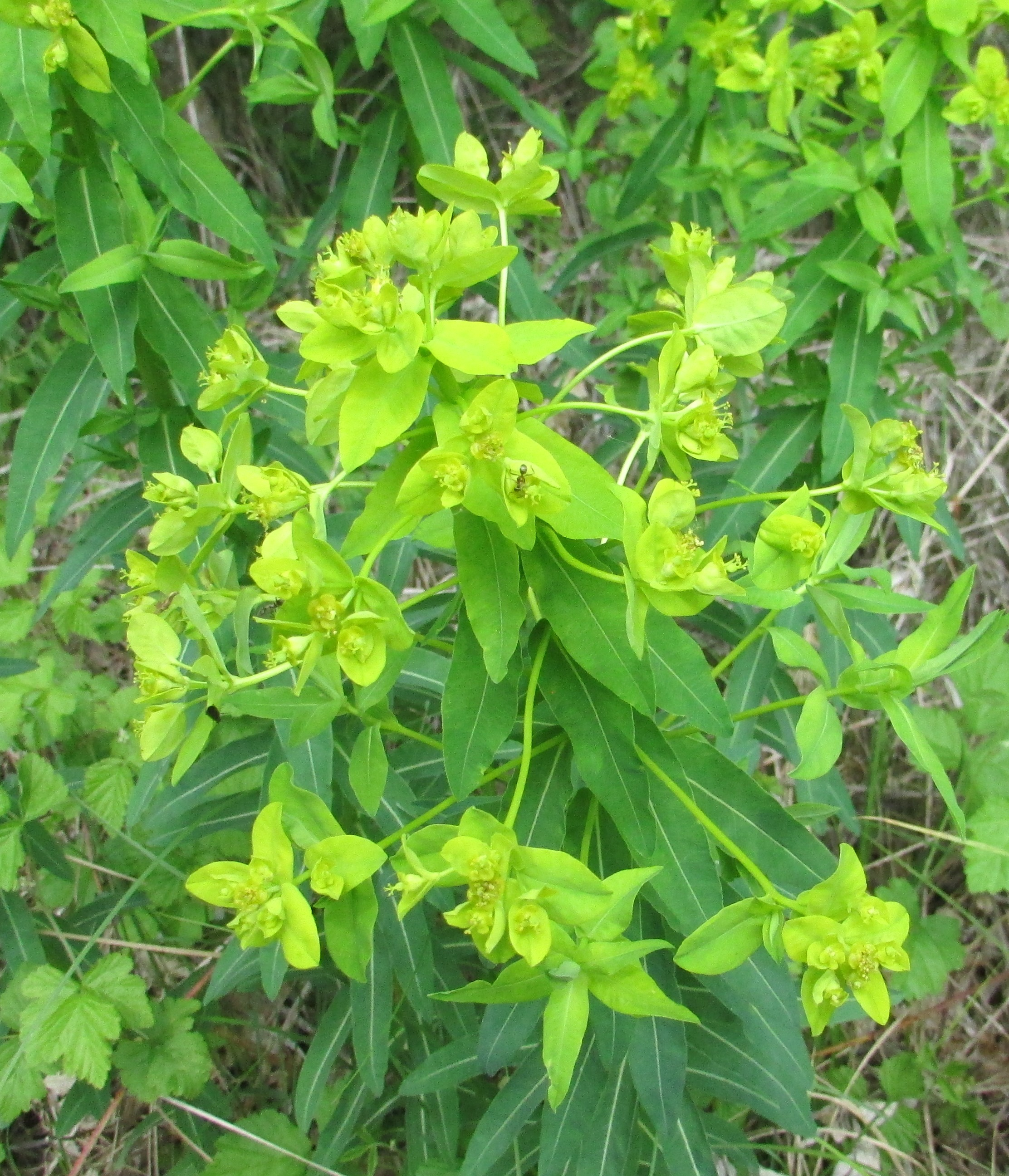
Молочай степовий (Euphorbia stepposa)
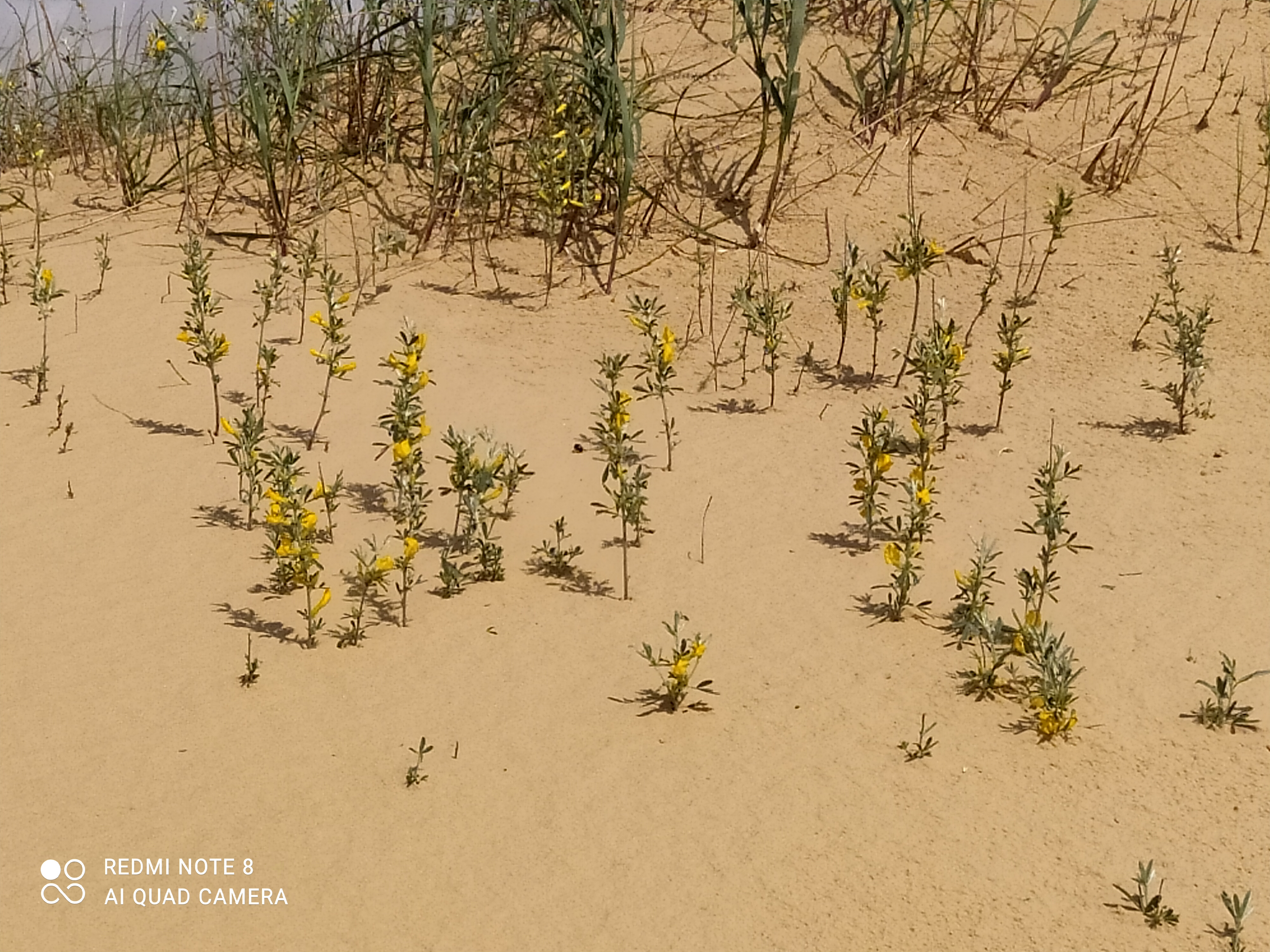
Дніпровська зіновать (Chamaecytisus borysthenicus)
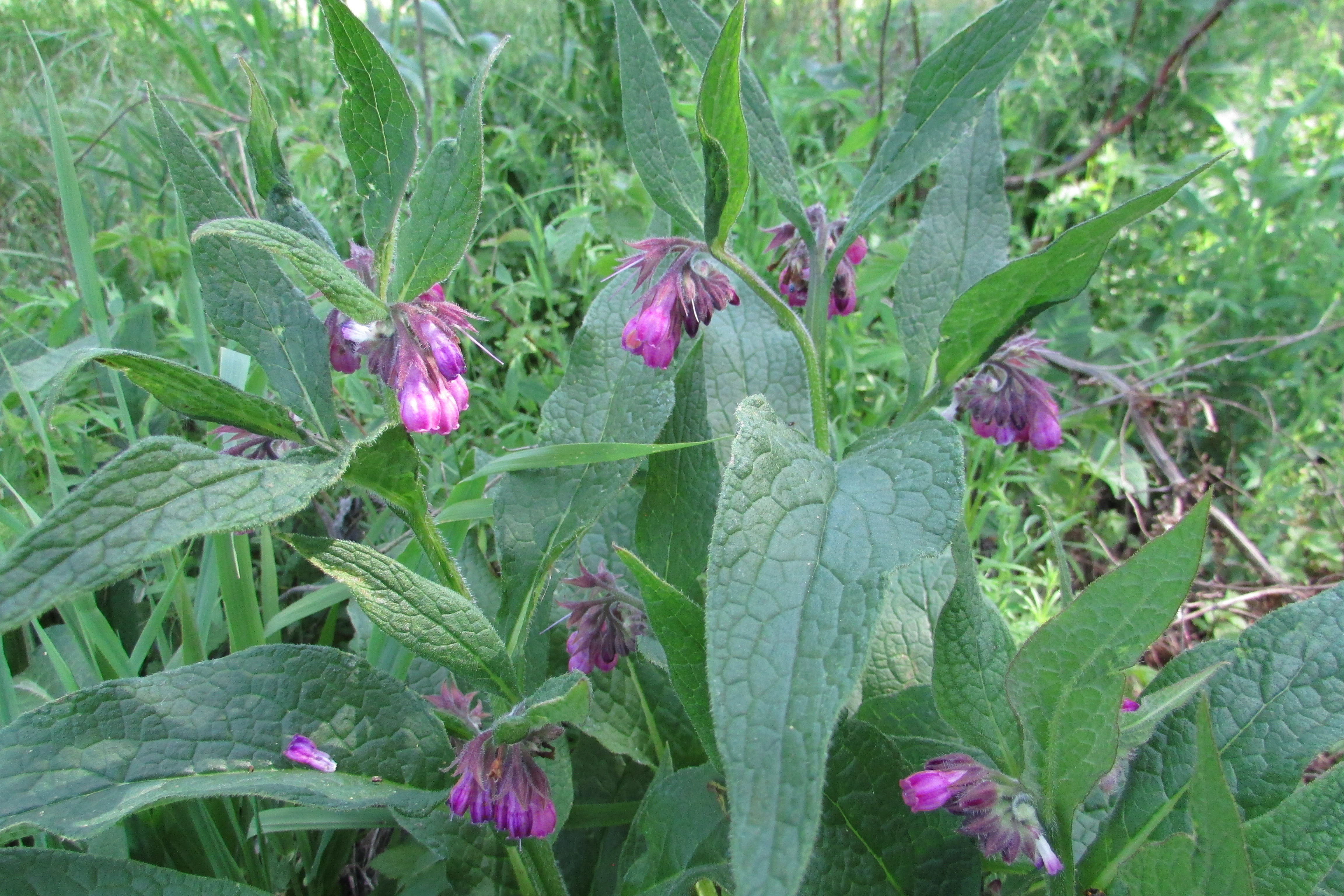
Живокіст лікарський (Symphytum officinale)

### Тваринний світ
Тваринний світ надзвичайно різноманітний і своєрідний. Комахи представлені такими видами: емпуза піщана (Empusa pennicornis), лярра анафемська (Larra anathema), махаон (Papilio machaon); серед нічних метеликів: стрічкарки стрічкарка тополева і стрічкарка жовта, ведмедиця плямиста, дисгонія розмальована, евклідія трикутникова, совки — смугаста бахромчата і зелена каймиста. Чимало й плазунів, наприклад, полоз жовточеревий або каспійський (Dolichophis caspius), гадюка степова (Vipera renardi). орлан-білохвіст (Haliaeetus albicilla), лунь польовий (Circus cyaenus), лежень (Burhinus oedicnemus), сліпак піщаний (Spalax arenarius), кандибка звичайна (Stylodipus telum) й інші види що потребують особливої охорони, загальна кількість яких складає — 958 (з них 57 видів, що занесені до Червоної книги України).

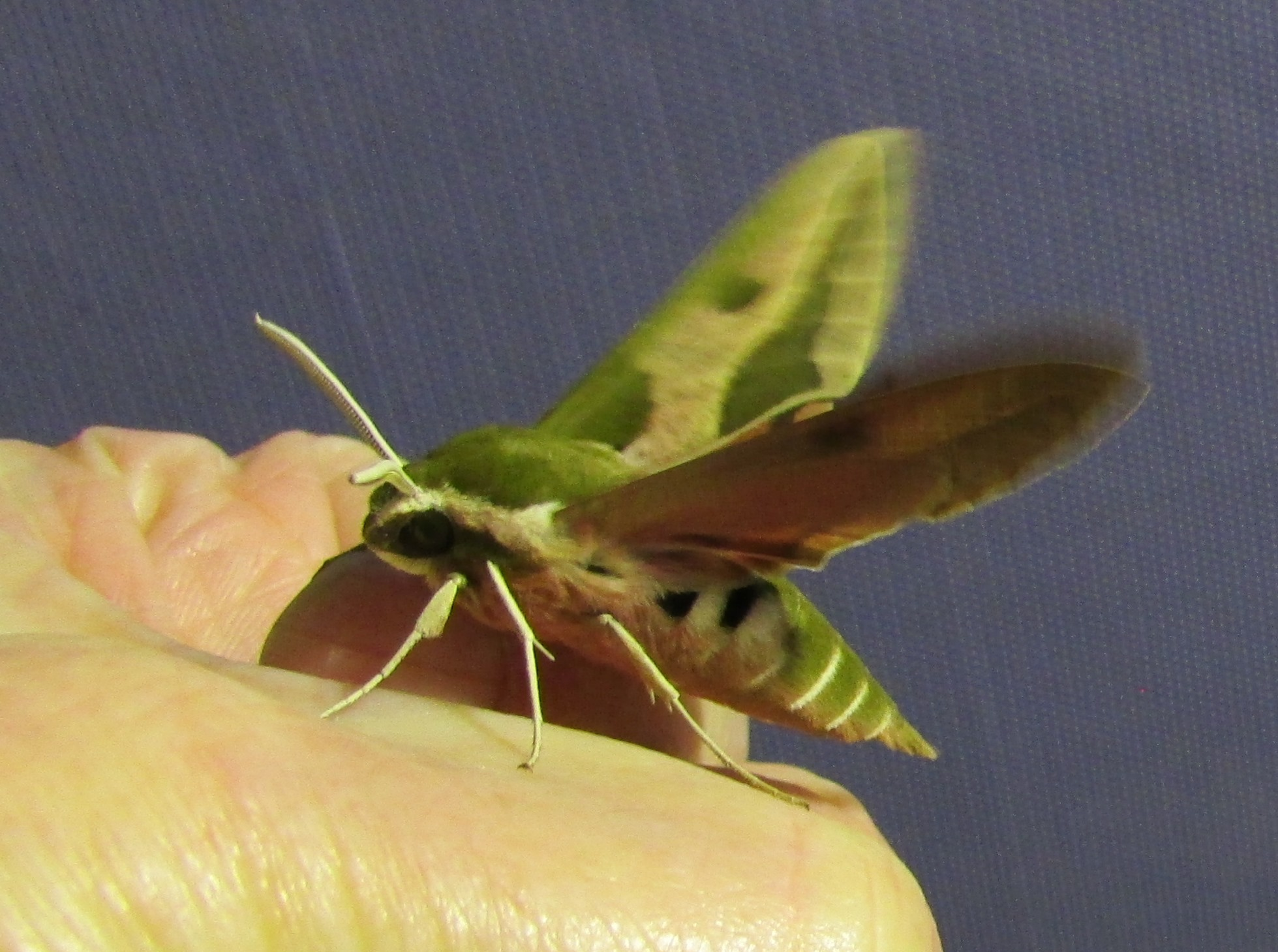
Нічний метелик — молочайний бражник (Hyles euphorbiae)
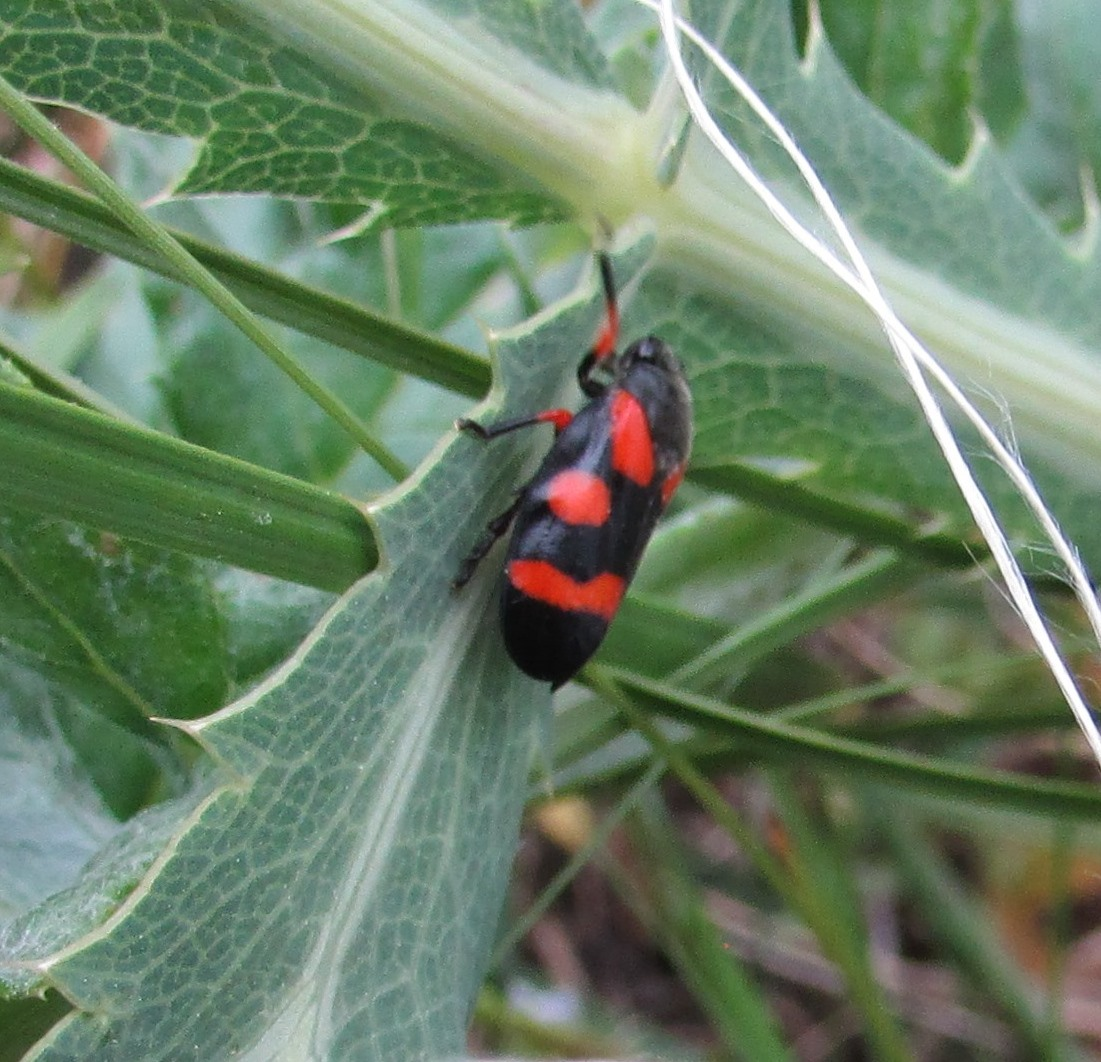
Цикадка церкопіс проміжна (Cercopis intermedia)
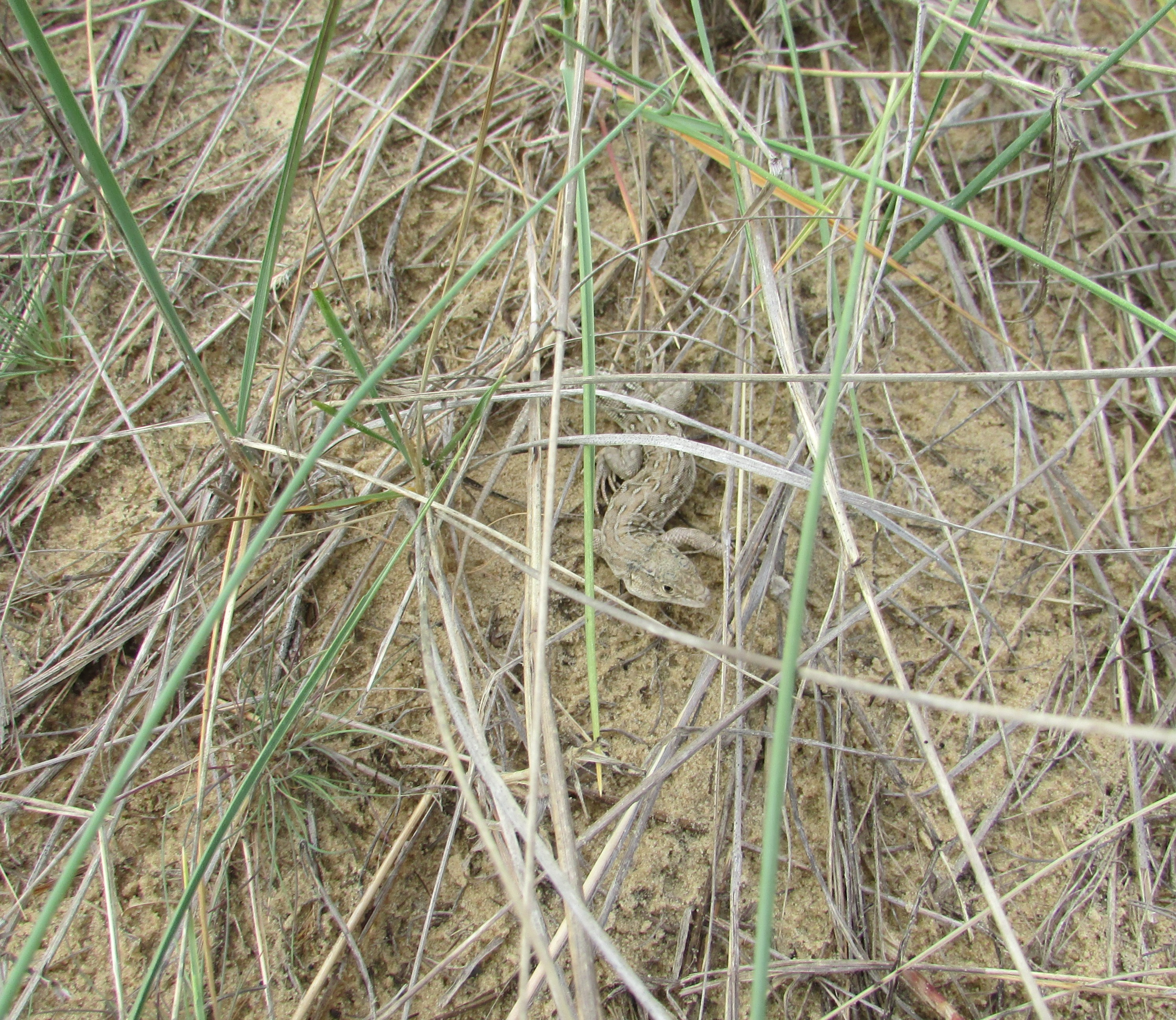
Ящірка піщана (Eremias arguta)
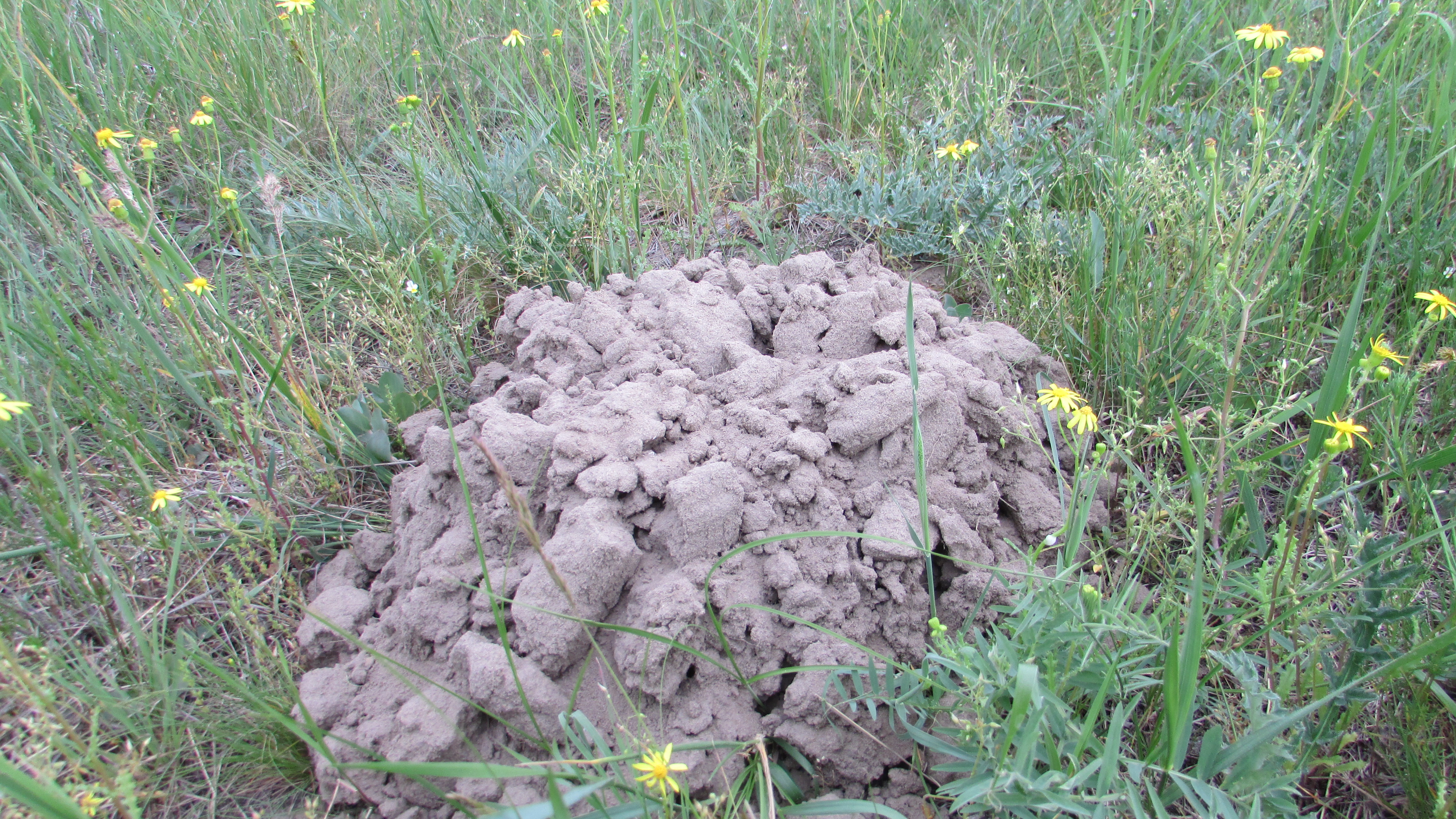
Грунт, викинутий на поверхню піщаним кротом-сліпаком
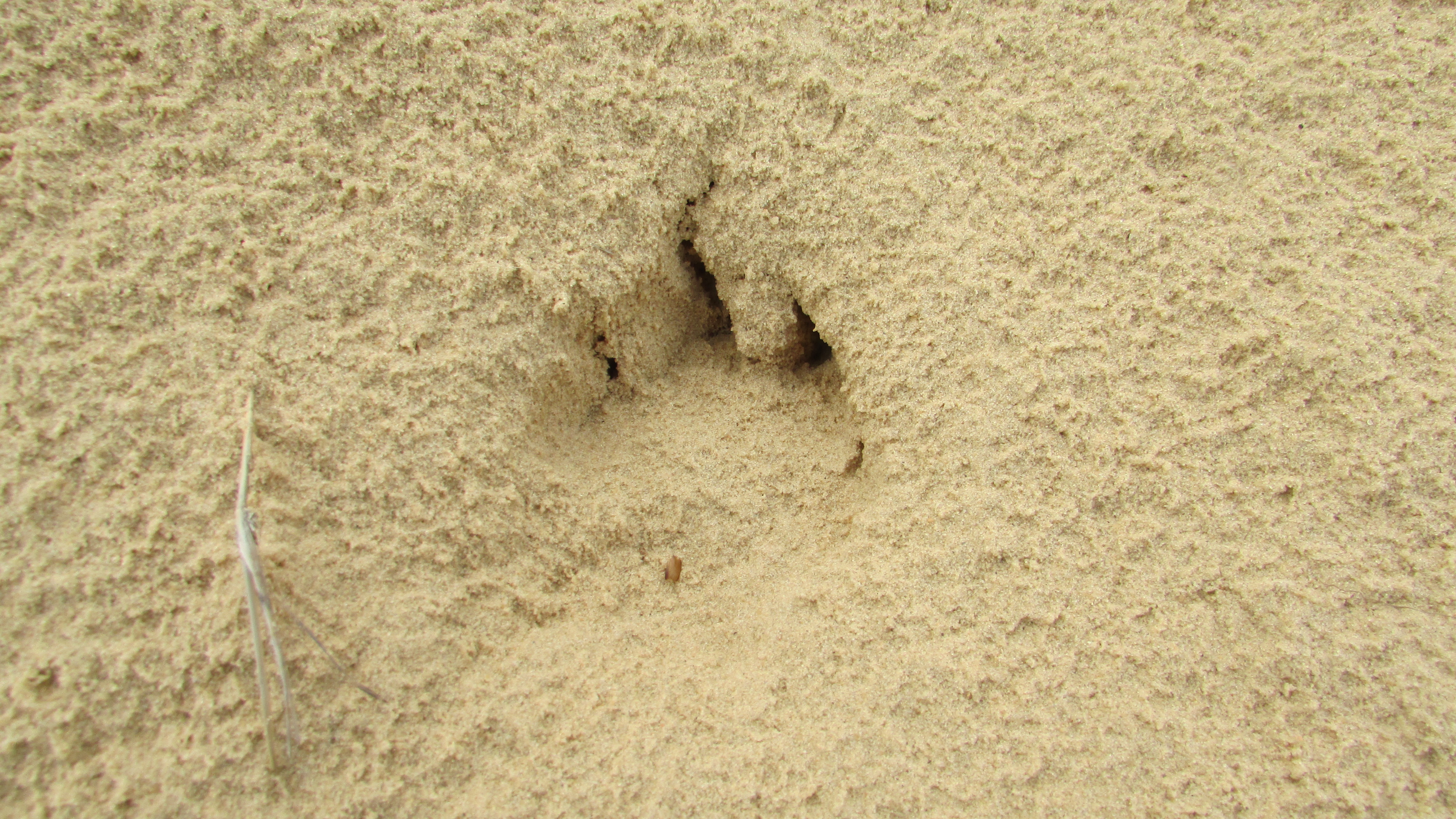
Слід вовка у пустелі на Раденському відділенні

## Галерея

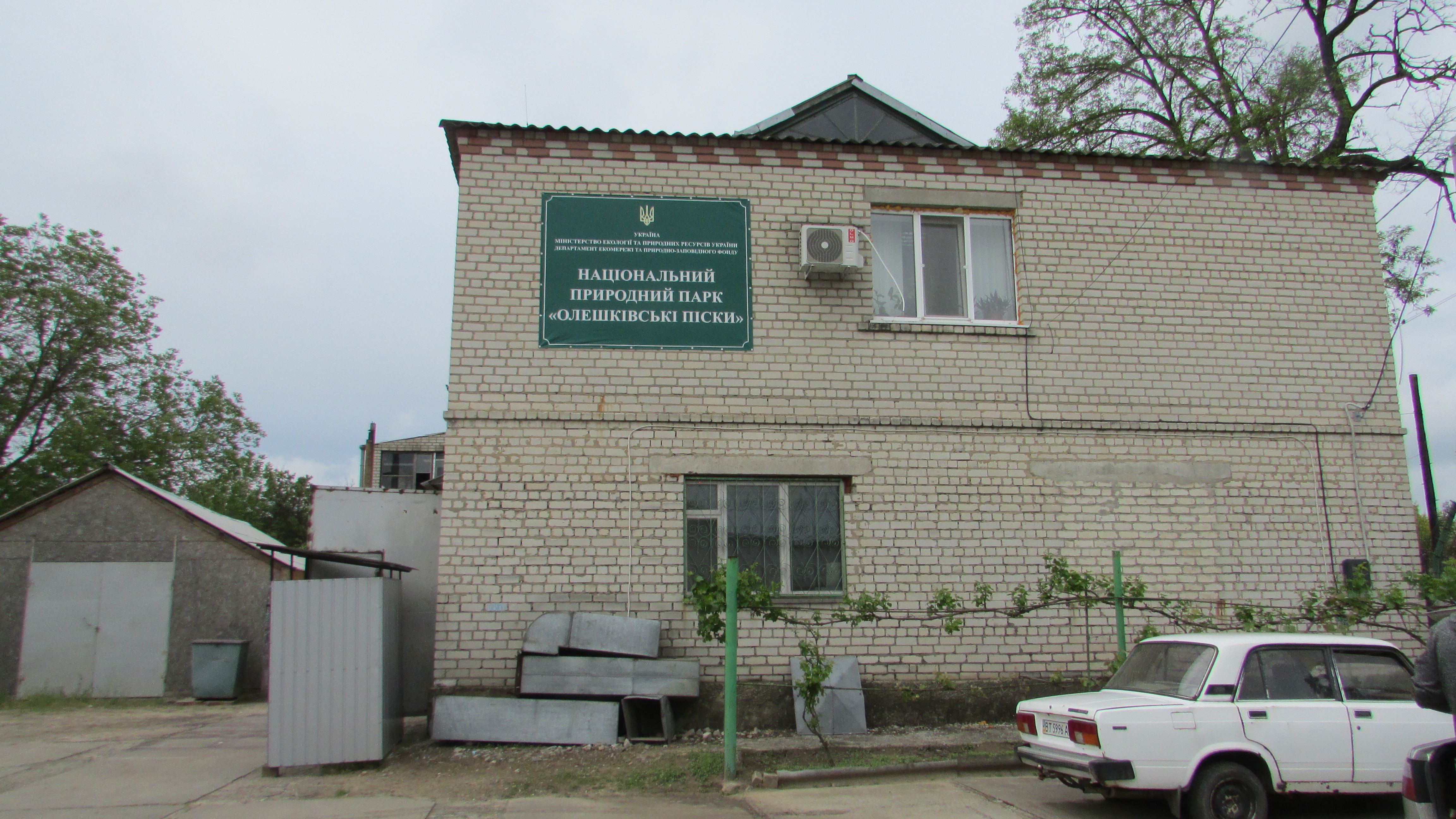
Центральний Офіс парку у місті Олешки
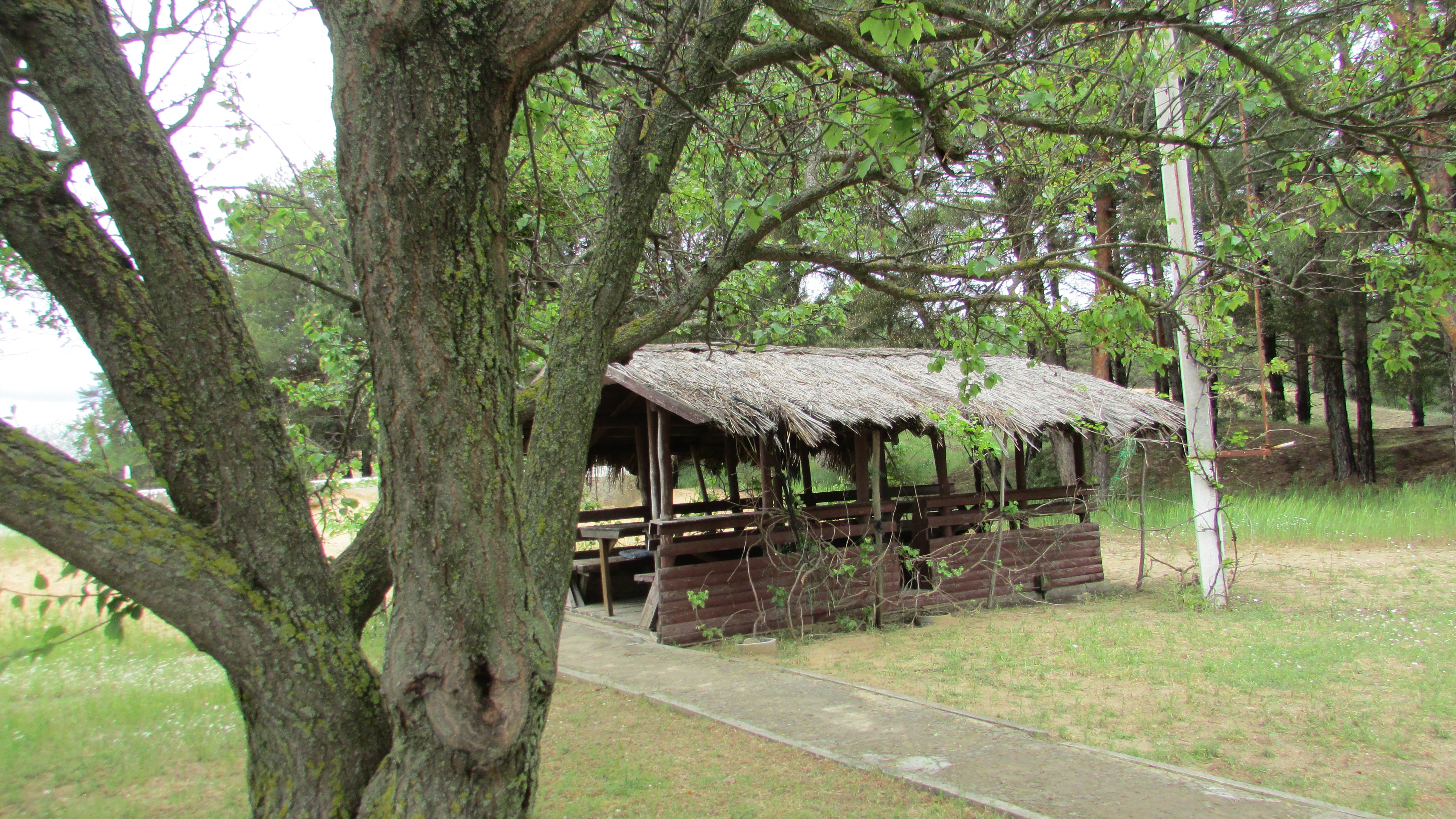
Альтанка у Раденському відділенні
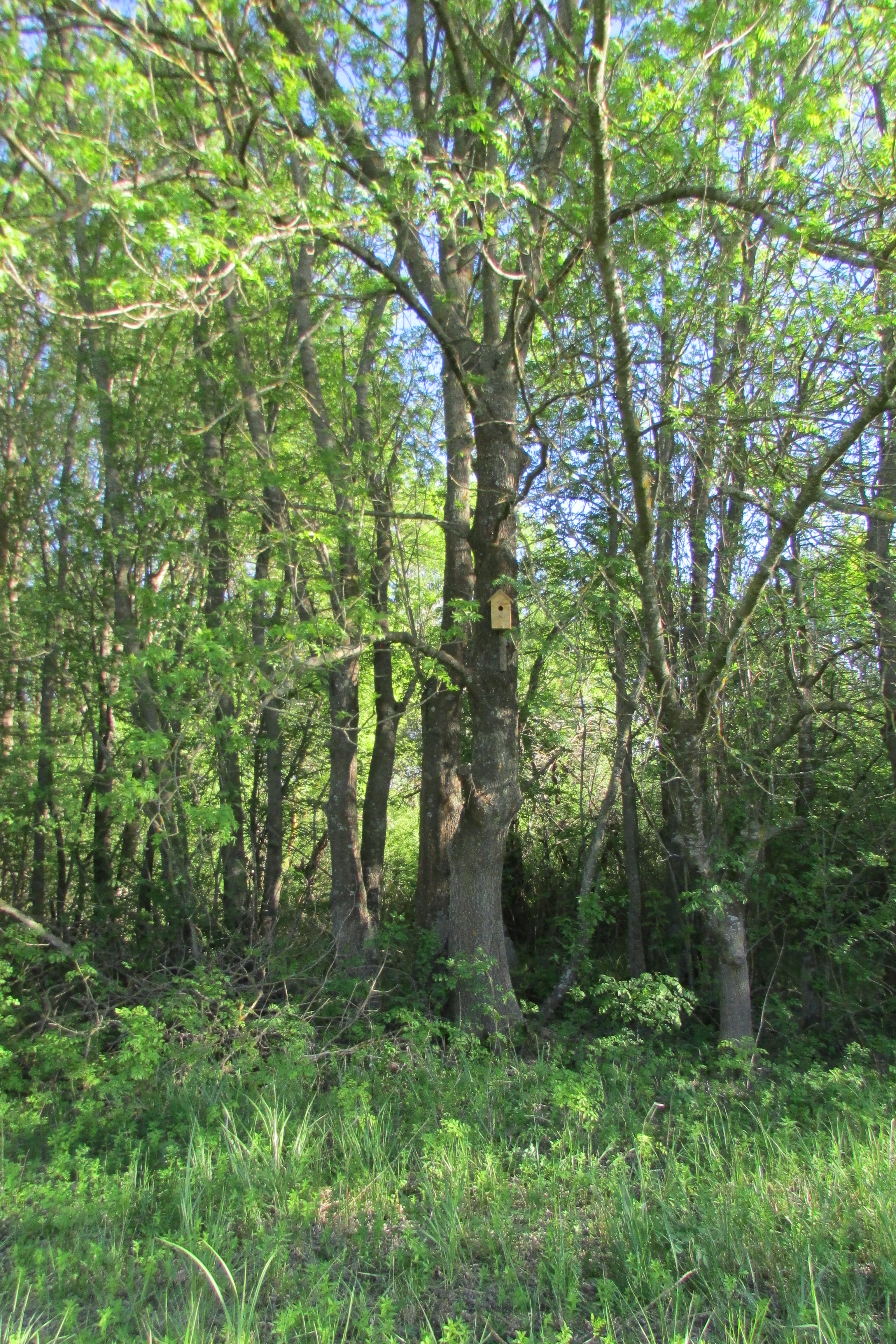
Шпаківня на кремезному дереві приймає пернатих мешканців щовесни
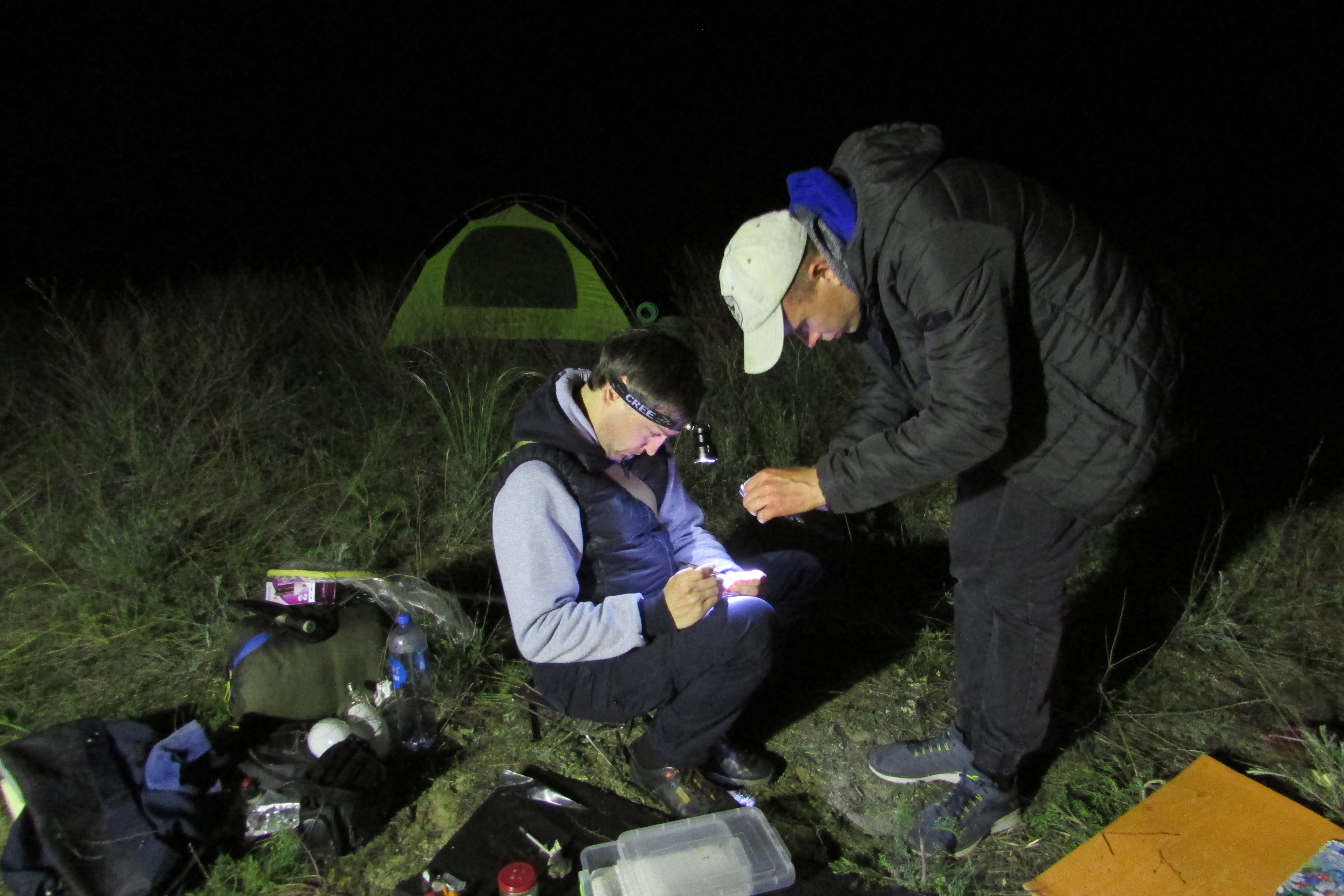
Вивчення комах з нічним типом активності
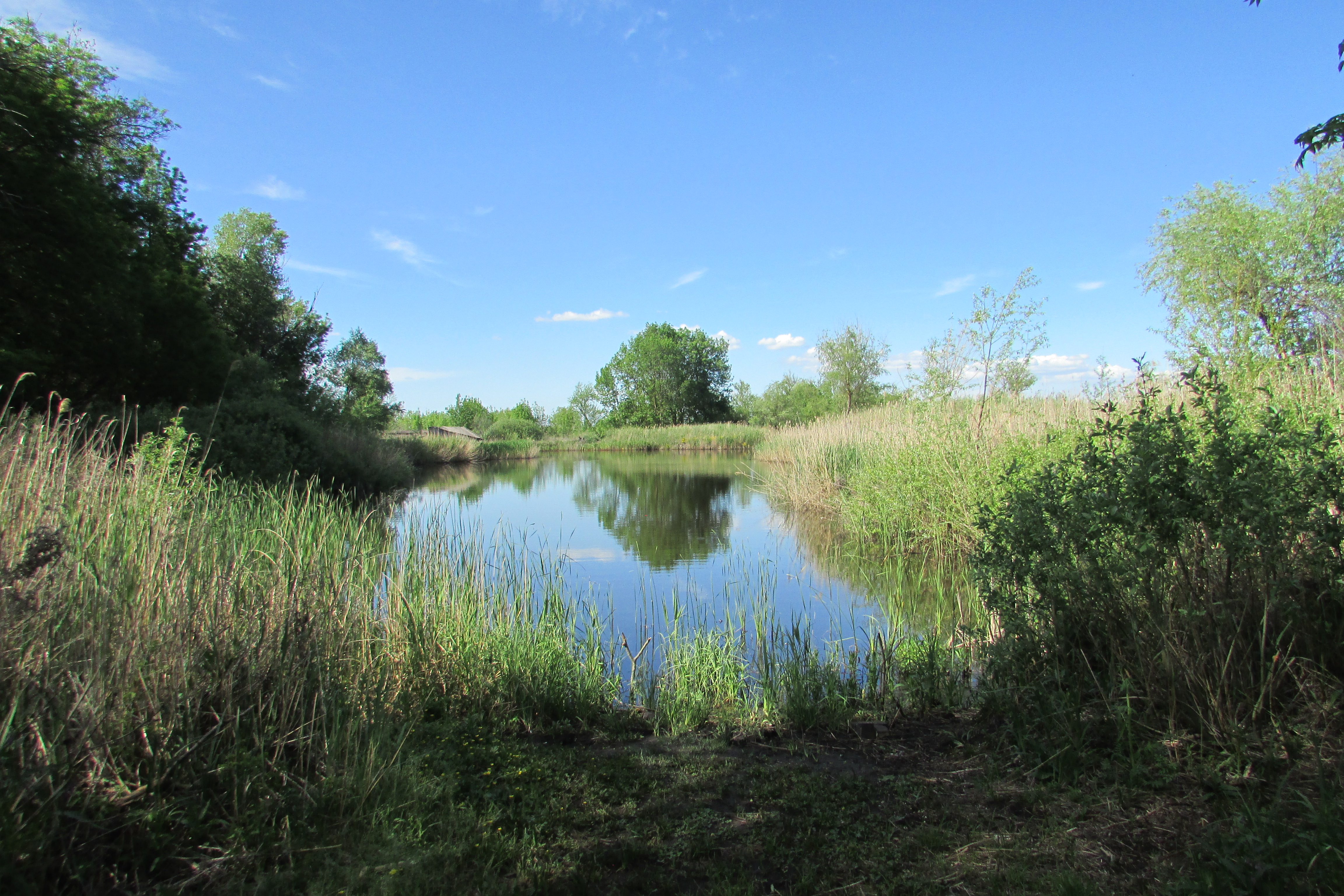
Озеро Довге у Буркутському відділенні
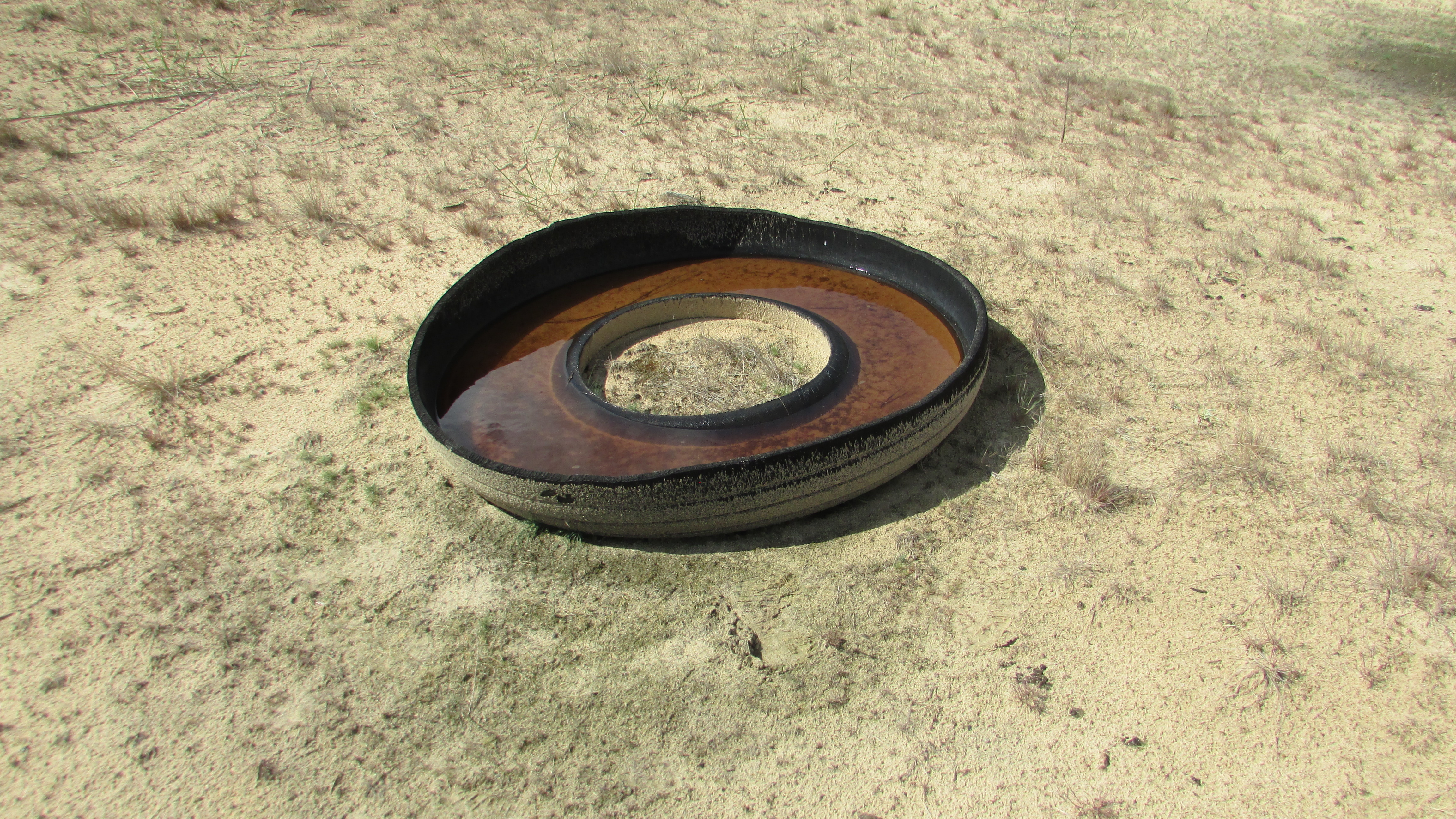
Напувалка для пустельних тварин
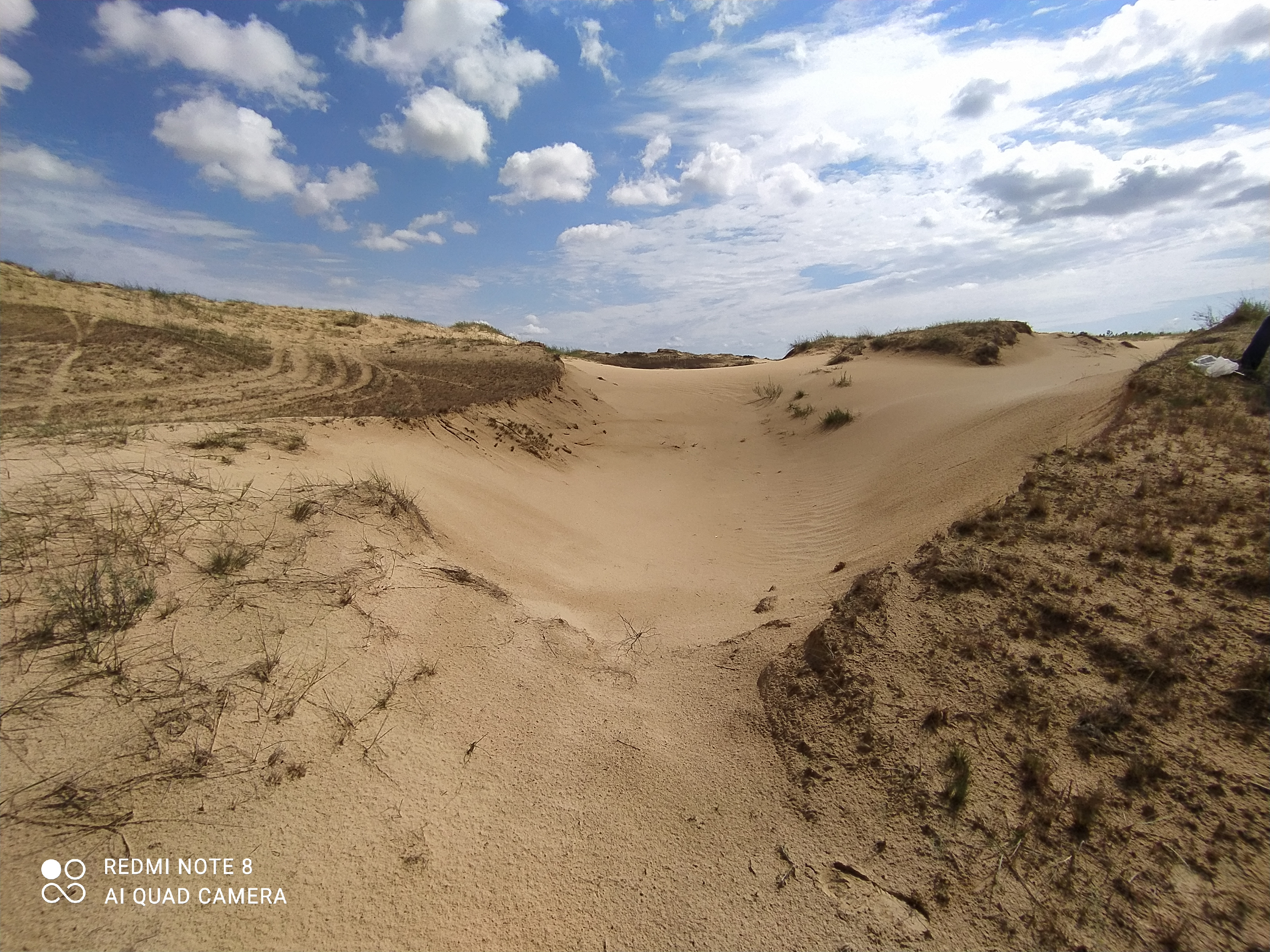
Раденське відділення. Піщана долина
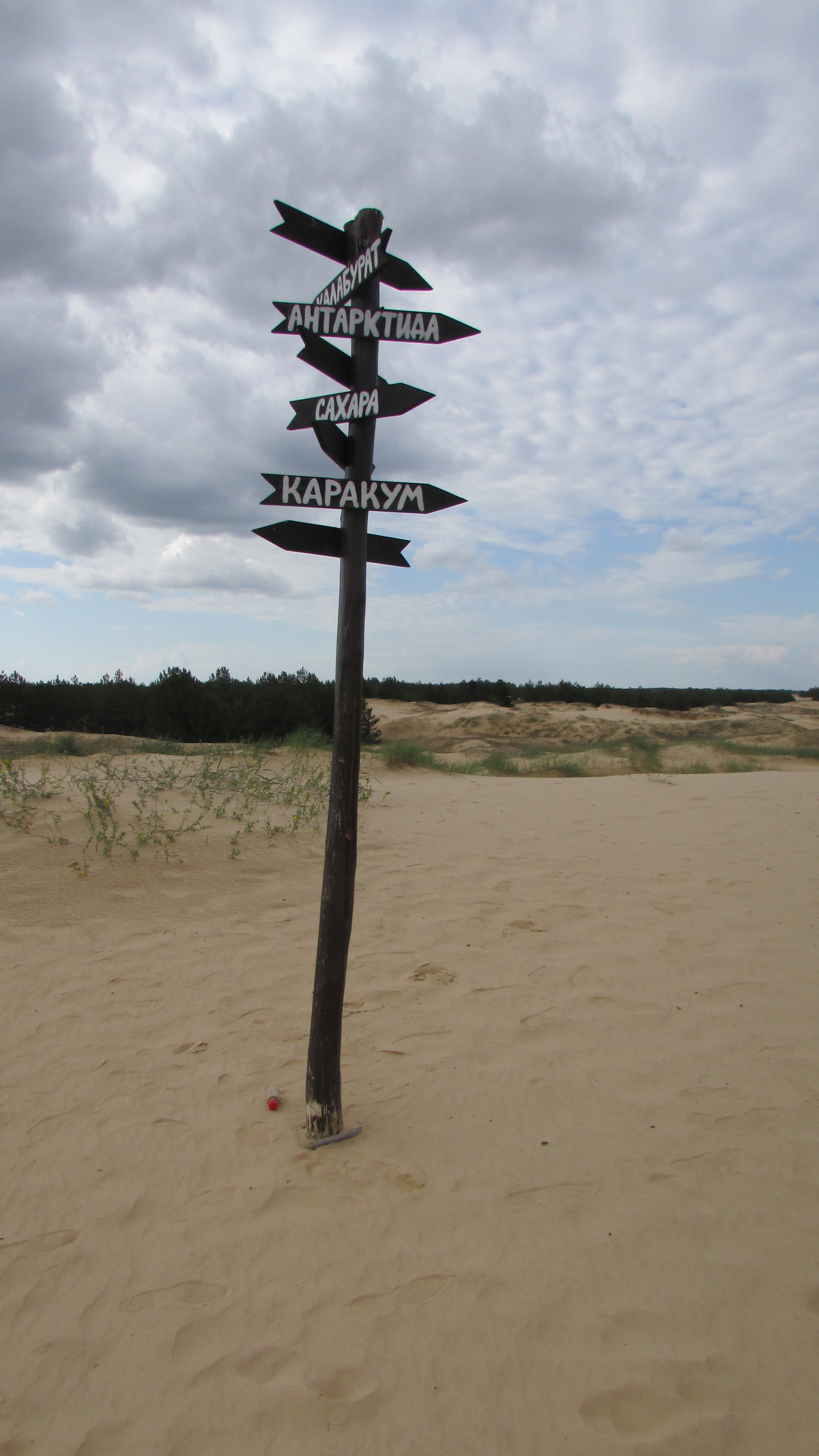
Жартівливий вказівник для туристів у Раденському відділенні
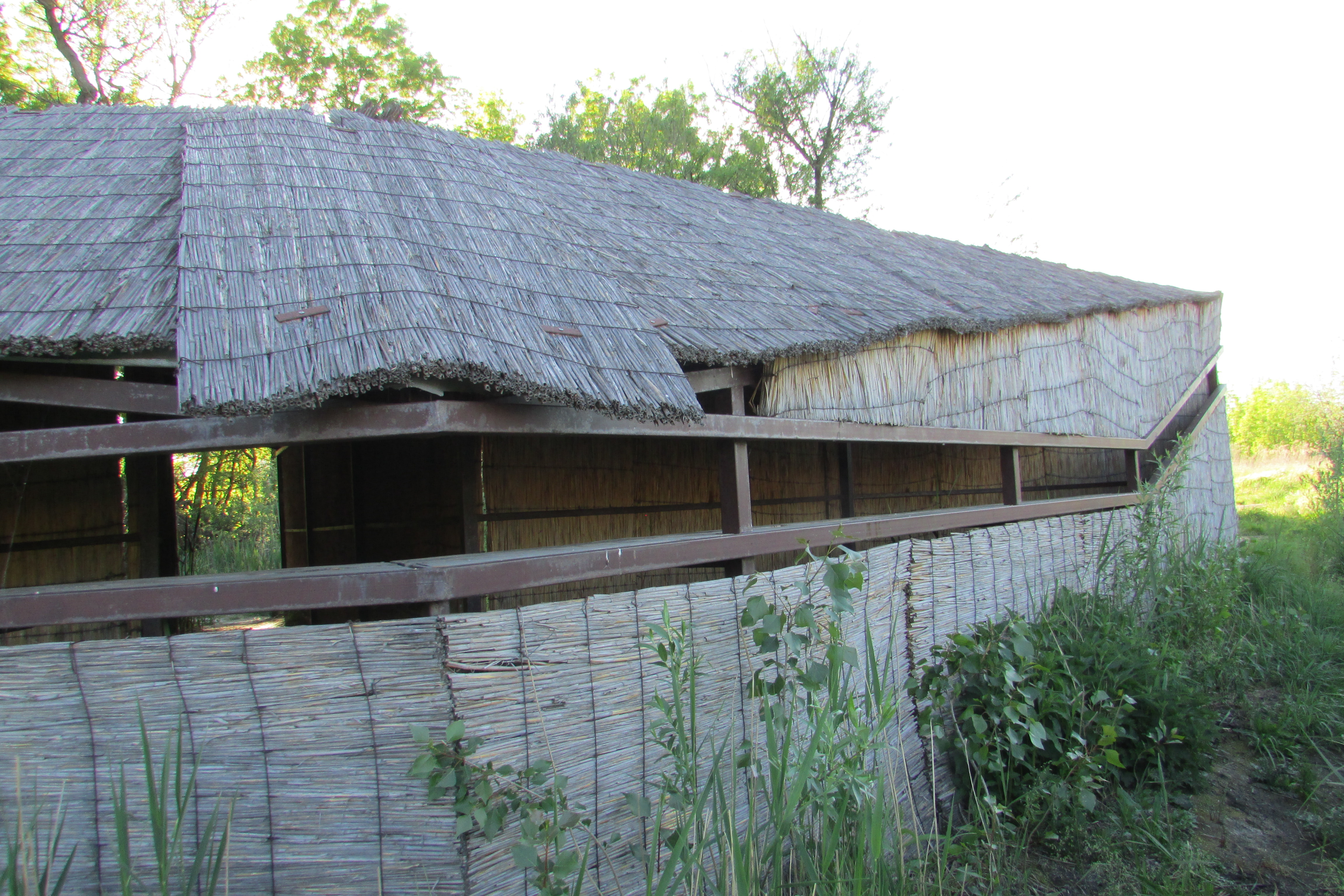
Прихисток для спостереження за птахами
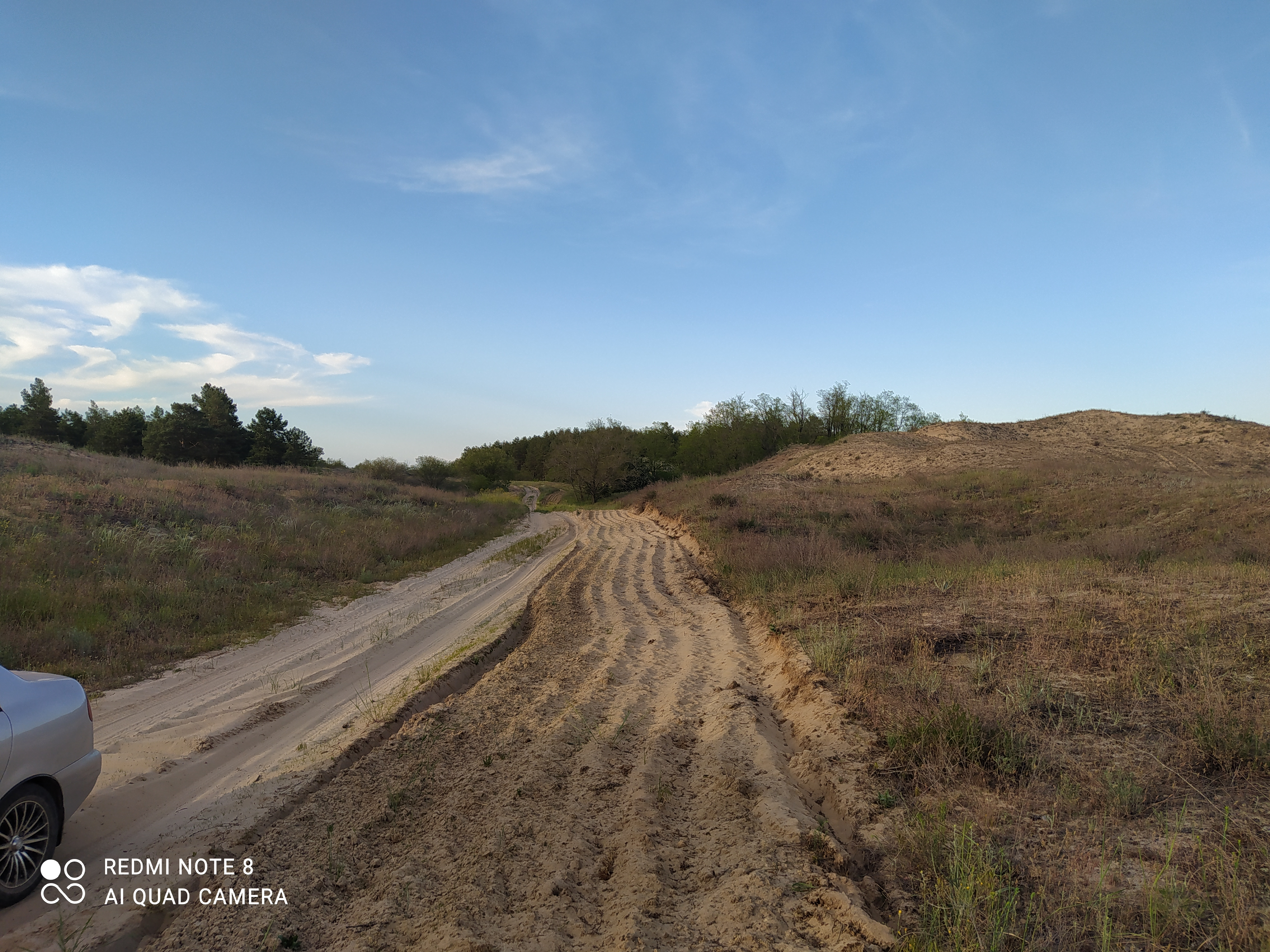
Протипожежна смуга, проорана між дорогою та степом